# WTA 1000
Los torneos WTA 1000 son una serie de torneos de tenis femenino que forman parte del WTA Tour organizado por la Asociación de Tenis Femenina. En el pasado esta serie de torneos eran conocidos como Premier Mandatory y Premier 5, a partir de la reorganización del calendario 2021 empezaron a llamarse WTA 1000. Para ver los resultados de los años anteriores dirigirse a Torneos WTA Premier. Esta categoría está por encima de los torneos WTA 500 y WTA 250.
A partir de 2021, estos torneos incluyen premios en efectivo de aproximadamente $1,000,000.
Los puntos obtenidos para las campeonas de este evento son de 1000 al ranking de la WTA Estos son muchos menos comparados para las campeonas de un título de Grand Slam que son 2,000 puntos, que los 1,500 puntos por ganar el WTA Finals, y por encima de los 500 puntos por ganar un WTA 500, y los 250 por ganar un WTA 250.
Existen diez WTA 1000: Doha, Dubai, Indian Wells, Miami, Madrid, Roma, Canada, Cincinnati, Pekín y Wuhan.

## Torneos
| Torneo              | Ciudad             | País                   | Superficie    | Actual Campeona         | Actual Pareja Campeona                    |
| ------------------- | ------------------ | ---------------------- | ------------- | ----------------------- | ----------------------------------------- |
| Qatar Open          | Doha               | Qatar                  | Dura          | Amanda Anisimova (2025) | Sara Errani Jasmine Paolini (2025)        |
| Dubai Championships | Dubai              | Emiratos Árabes Unidos | Dura          | Mirra Andreeva (2025)   | Kateřina Siniaková Taylor Townsend (2025) |
| Indian Wells Open   | Indian Wells       | Estados Unidos         | Dura          | Mirra Andreeva (2025)   | Asia Muhammad Demi Schuurs (2025)         |
| Miami Open          | Miami              | Estados Unidos         | Dura          | Aryna Sabalenka (2025)  | Mirra Andreeva Diana Shnaider (2025)      |
| Madrid Open         | Madrid             | España                 | Tierra Batida | Aryna Sabalenka (2025)  | Sorana Cîrstea Anna Kalinskaya (2025)     |
| Roma Open           | Roma               | Italia                 | Tierra Batida | Jasmine Paolini (2025)  | Sara Errani Jasmine Paolini (2025)        |
| Canada Open         | Toronto ó Montréal | Canadá                 | Dura          | Jessica Pegula (2024)   | Caroline Dolehide Desirae Krawczyk (2024) |
| Cincinnati Open     | Cincinnati         | Estados Unidos         | Dura          | Aryna Sabalenka (2024)  | Asia Muhammad Erin Routliffe (2024)       |
| China Open          | Pekín              | China                  | Dura          | Coco Gauff (2024)       | Sara Errani Jasmine Paolini (2024)        |
| Wuhan Open          | Wuhan              | China                  | Dura          | Aryna Sabalenka (2024)  | Anna Danilina Irina Khromacheva (2024)    |

## Temporadas WTA 1000

### Nombres Históricos
1990–2008

WTA Tier I
2009–2020

WTA Premier Mandatory / Premier 5
2021–presente

WTA 1000

### Número de torneos por año
| Duración      | No. de torneos |
| ------------- | -------------- |
| 1990–92       | 6              |
| 1993–96       | 8              |
| 1997–2003     | 9              |
| 2004–07       | 10             |
| 2008–19       | 9              |
| 2020          | 3              |
| 2021          | 7              |
| 2022          | 8              |
| 2023          | 9              |
| 2024–presente | 10             |

## Distribución de puntos
El siguiente sistema de puntuación del ranking se instauró a partir del 2024.
| Evento       | Evento | G    | F   | SF  | CF  | R16 | R32 | R64 | R128 | Q  | Q3 | Q2 | Q1 |
| Individuales | 96     | 1000 | 650 | 390 | 215 | 120 | 65  | 35  | 10   | 30 | —  | 20 | 2  |
| Individuales | 64/56  | 1000 | 650 | 390 | 215 | 120 | 65  | 10  | —    | 30 |    | 20 | 2  |
| Dobles       | 28/32  | 1000 | 650 | 390 | 215 | 120 | 10  | —   | —    | —  | —  | —  | —  |

## Resultados desde 2021

### Primera vez Campeona2025
| Torneo                             | Campeonas        | Finalistas       | Marcador      | Parejas Campeonas                  | Finalistas                         | Marcador              |
| ---------------------------------- | ---------------- | ---------------- | ------------- | ---------------------------------- | ---------------------------------- | --------------------- |
| Doha Individuales – Dobles         | Amanda Anisimova | Jelena Ostapenko | 6-4, 6-3      | Sara Errani Jasmine Paolini        | Xinyu Jiang Fang-hsien Wu          | 7-5, 7-6(10)          |
| Dubái Individuales – Dobles        | Mirra Andreeva   | Clara Tauson     | 7-6(1), 6-1   | Kateřina Siniaková Taylor Townsend | Su-Wei Hsieh Jelena Ostapenko      | 7-6(5), 6-4           |
| Indian Wells Individuales – Dobles | Mirra Andreeva   | Aryna Sabalenka  | 2-6, 6-4, 6-3 | Asia Muhammad Demi Schuurs         | Tereza Mihalíková Olivia Nicholls  | 6-2, 7-6(4)           |
| Miami Individuales – Dobles        | Aryna Sabalenka  | Jessica Pegula   | 7-5, 6-2      | Mirra Andreeva Diana Shnaider      | Cristina Bucșa Miyu Kato           | 6-3, 6-7(5), [10-2]   |
| Madrid Individuales – Dobles       | Aryna Sabalenka  | Coco Gauff       | 6-3, 7-6(3)   | Sorana Cîrstea Anna Kalinskaya     | Veronika Kudermetova Elise Mertens | 6–7(10), 6–2, [12–10] |
| Roma Individuales – Dobles         | Jasmine Paolini  | Coco Gauff       | 6-4, 6-2      | Sara Errani Jasmine Paolini        | Veronika Kudermetova Elise Mertens | 6-4, 7-5              |
| Montreal Individuales – Dobles     | Victoria Mboko   | Naomi Osaka      | 2-6, 6-4, 6-1 | Coco Gauff McCartney Kessler       | Taylor Townsend Zhang Shuai        | 6-4, 1-6, 13-11       |
| Cincinnati Individuales – Dobles   |                  |                  |               |                                    |                                    |                       |
| Pekín Individuales – Dobles        |                  |                  |               |                                    |                                    |                       |
| Wuhan Individuales – Dobles        |                  |                  |               |                                    |                                    |                       |

### 2024
| Torneo                             | Campeonas        | Finalistas       | Marcador      | Parejas campeonas                  | Finalistas                           | Marcador       |
| ---------------------------------- | ---------------- | ---------------- | ------------- | ---------------------------------- | ------------------------------------ | -------------- |
| Doha Individuales – Dobles         | Iga Swiatek      | Elena Rybakina   | 7-6(8), 6-2   | Demi Schuurs Luisa Stefani         | Caroline Dolehide Desirae Krawczyk   | 6-4, 6-2       |
| Dubái Individuales – Dobles        | Jasmine Paolini  | Anna Kalinskaya  | 4-6, 5-7, 5-7 | Storm Hunter Katerina Siniakova    | Nicole Melichar-Martinez Ellen Perez | 6-4, 6-2       |
| Indian Wells Individuales – Dobles | Iga Swiatek      | Maria Sakkari    | 6-4, 6-0      | Su-Wei Hsieh Elise Mertens         | Storm Hunter Katerina Siniakova      | 6-3, 6-4       |
| Miami Individuales – Dobles        | Danielle Collins | Elena Rybakina   | 7-5, 6-3      | Sofia Kenin Bethanie Mattek-Sands  | Gabriela Dabrowski Erin Routliffe    | 4-6, 7-6, 11-9 |
| Madrid Individuales – Dobles       | Iga Swiatek      | Aryna Sabalenka  | 7-5, 4-6, 7-6 | Cristina Bucsa Sara Sorribes       | Barbora Krejčíková Laura Siegemund   | 6-0, 6-2       |
| Roma Individuales – Dobles         | Iga Swiatek      | Aryna Sabalenka  | 6-2, 6-3      | Sara Errani Jasmine Paolini        | Coco Gauff Erin Routliffe            | 3-6, 6-4, 8-10 |
| Toronto Individuales – Dobles      | Jessica Pegula   | Amanda Anisimova | 6-3, 2-6, 6-1 | Caroline Dolehide Desirae Krawczyk | Gabriela Dabrowski Erin Routliffe    | 7-6, 3-6, 10-7 |
| Cincinnati Individuales – Dobles   | Aryna Sabalenka  | Jessica Pegula   | 6-3, 7-5      | Erin Routliffe Asia Muhammad       | Yúliya Putíntseva Leylah Fernandez   | 3-6, 6-1, 10-4 |
| Pekín Individuales – Dobles        | Coco Gauff       | Karolína Muchová | 6-1, 6-3      | Sara Errani Jasmine Paolini        | Chan Hao-ching Veronika Kudermétova  | 6-4, 6-4       |
| Wuhan Individuales – Dobles        | Aryna Sabalenka  | Zheng Qinwen     | 6-3, 5-7, 6-3 | Irina Jromachova Anna Danilina     | Jessica Pegula Asia Muhammad         | 6-3, 7-6       |

### 2023
| Torneo                             | Campeonas          | Finalistas         | Marcador       | Parejas campeonas                       | Finalistas                          | Marcador        |
| ---------------------------------- | ------------------ | ------------------ | -------------- | --------------------------------------- | ----------------------------------- | --------------- |
| Dubái Individuales – Dobles        | Barbora Krejčíková | Iga Swiatek        | 6-4, 6-2       | Veronika Kudermétova Liudmila Samsónova | Hao-Ching Chan Yung-Jan Chan        | 6-4, 6-7, 10-1  |
| Indian Wells Individuales – Dobles | Elena Rybakina     | Aryna Sabalenka    | 7-6, 6-4       | Barbora Krejčiková Kateřina Siniaková   | Beatriz Haddad Maia Laura Siegemund | 6-1, 6-7, 10-7  |
| Miami Individuales – Dobles        | Petra Kvitová      | Elena Rybakina     | 7-6, 6-2       | Cori Gauff Jessica Pegula               | Leylah Fernandez Taylor Townsend    | 7-6, 6-2        |
| Madrid Individuales – Dobles       | Aryna Sabalenka    | Iga Świątek        | 6-3, 3-6, 6-3  | Victoria Azarenka Beatriz Haddad Maia   | Cori Gauff Jessica Pegula           | 6-1, 6-4        |
| Roma Individuales – Dobles         | Elena Rybakina     | Anhelina Kalinina  | 6-4, 1-0 (ret) | Storm Hunter Elise Mertens              | Cori Gauff Jessica Pegula           | 6-4, 6-4        |
| Montreal Individuales – Dobles     | Jessica Pegula     | Liudmila Samsónova | 6-1, 6-0       | Shuko Aoyama Ena Shibahara              | Desirae Krawczyk Demi Schuurs       | 6-4, 4-6, 13-11 |
| Cincinnati Individuales – Dobles   | Cori Gauff         | Karolína Muchová   | 6-3, 6-4       | Alycia Parks Taylor Townsend            | Nicole Melichar Ellen Perez         | 6-7, 6-4, 10-6  |
| Guadalajara Individuales – Dobles  | María Sákkari      | Caroline Dolehide  | 7-5, 6-3       | Storm Hunter Elise Mertens              | Gabriela Dabrowski Erin Routliffe   | 3-6, 6-2, 10-4  |
| Pekín Individuales – Dobles        | Iga Świątek        | Liudmila Samsónova | 6-2, 6-2       | Marie Bouzková Sara Sorribes            | Chan Hao-ching Giuliana Olmos       | 3-6, 6-0, 10-4  |

### 2022
| Torneo                             | Campeonas       | Finalistas          | Marcador      | Parejas campeonas                             | Finalistas                         | Marcador       |
| ---------------------------------- | --------------- | ------------------- | ------------- | --------------------------------------------- | ---------------------------------- | -------------- |
| Doha Individuales – Dobles         | Iga Swiatek     | Anett Kontaveit     | 6-2, 6-0      | Cori Gauff Jessica Pegula                     | Veronika Kudermétova Elise Mertens | 3-6, 7-5, 10-5 |
| Indian Wells Individuales – Dobles | Iga Swiatek     | María Sákkari       | 6-4, 6-1      | Yifan Xu Zhaoxuan Yang                        | Asia Muhammad Ena Shibahara        | 7-5, 7-6       |
| Miami Individuales – Dobles        | Iga Swiatek     | Naomi Osaka         | 6-4, 6-0      | Laura Siegemund Vera Zvonareva                | Veronika Kudermétova Elise Mertens | 7-6, 7-5       |
| Madrid Individuales – Dobles       | Ons Jabeur      | Jessica Pegula      | 7-5, 0-6, 6-2 | Gabriela Dabrowski Giuliana Olmos             | Desirae Krawczyk Demi Schuurs      | 6-7, 7-5, 10-7 |
| Roma Individuales – Dobles         | Iga Swiatek     | Ons Jabeur          | 6-2, 6-2      | Veronika Kudermétova Anastasia Pavlyuchenkova | Gabriela Dabrowski Giuliana Olmos  | 1-6, 6-4, 10-7 |
| Toronto Individuales – Dobles      | Simona Halep    | Beatriz Haddad Maia | 6-3, 2-6, 6-3 | Cori Gauff Jessica Pegula                     | Nicole Melichar Ellen Perez        | 6-4, 6-7, 10-5 |
| Cincinnati Individuales – Dobles   | Caroline Garcia | Petra Kvitová       | 6-2, 6-4      | Lyudmyla Kichenok Jeļena Ostapenko            | Nicole Melichar Ellen Perez        | 7-6, 6-3       |
| Guadalajara Individuales – Dobles  | Jessica Pegula  | María Sákkari       | 6-2, 6-3      | Storm Sanders Luisa Stefani                   | Anna Danilina Beatriz Haddad Maia  | 7-6, 6-7, 10-8 |

### 2021
| Torneo                             | Campeonas        | Finalistas         | Marcador       | Parejas campeonas                     | Finalistas                              | Marcador       |
| ---------------------------------- | ---------------- | ------------------ | -------------- | ------------------------------------- | --------------------------------------- | -------------- |
| Dubái Individuales – Dobles        | Garbiñe Muguruza | Barbora Krejčíková | 7-6, 6-3       | Alexa Guarachi Darija Jurak           | Yifan Xu Zhaoxuan Yang                  | 6-0, 6-3       |
| Miami Individuales – Dobles        | Ashleigh Barty   | Bianca Andreescu   | 6-3, 4-0 (ret) | Shuko Aoyama Ena Shibahara            | Hayley Carter Luisa Stefani             | 6-2, 7-5       |
| Madrid Individuales – Dobles       | Aryna Sabalenka  | Ashleigh Barty     | 6-0, 3-6, 6-4  | Barbora Krejčíková Kateřina Siniaková | Gabriela Dabrowski Demi Schuurs         | 6-4, 6-3       |
| Roma Individuales – Dobles         | Iga Swiatek      | Karolína Plíšková  | 6-0, 6-0       | Sharon Fichman Giuliana Olmos         | Kristina Mladenovic Markéta Vondroušová | 4-6, 7-5, 10-5 |
| Montreal Individuales – Dobles     | Camila Giorgi    | Karolína Plíšková  | 6-3, 7-5       | Gabriela Dabrowski Luisa Stefani      | Darija Jurak Andreja Klepač             | 6-3, 6-4       |
| Cincinnati Individuales – Dobles   | Ashleigh Barty   | Jil Teichmann      | 6-3, 6-1       | Samantha Stosur Shuai Zhang           | Gabriela Dabrowski Luisa Stefani        | 7-5, 6-3       |
| Indian Wells Individuales – Dobles | Paula Badosa     | Victoria Azárenka  | 7-6, 2-6, 7-6  | Su-Wei Hsieh Elise Mertens            | Veronika Kudermétova Elena Rybakina     | 7-6, 6-3       |

## Resultados anteriores
Campeona por Primera Vez

### 1990
| Torneo                            | Campeonas           | Finalistas          | Marcador           | Parejas Campeonas                | Finalistas                               | Marcador            |
| --------------------------------- | ------------------- | ------------------- | ------------------ | -------------------------------- | ---------------------------------------- | ------------------- |
| Chicago Individuales – Dobles     | Martina Navratilova | Manuela Maleeva     | 6–3, 6–2           | Martina Navratilova Anne Smith   | Arantxa Sánchez Vicario Nathalie Tauziat | 6–7(9–11), 6–4, 6–3 |
| Miami Individuales – Dobles       | Monica Seles        | Judith Wiesner      | 6–1, 6–2           | Jana Novotná Helena Suková       | Betsy Nagelsen Robin White               | 6–4, 6–3            |
| Hilton Head Individuales – Dobles | Martina Navratilova | Jennifer Capriati   | 6–2, 6–4           | Martina Navratilova              | Mercedes Paz Natasha Zvereva             | 6–2, 6–1            |
| Hilton Head Individuales – Dobles | Martina Navratilova | Jennifer Capriati   | 6–2, 6–4           | Arantxa Sánchez Vicario*         | Mercedes Paz Natasha Zvereva             | 6–2, 6–1            |
| Roma Individuales – Dobles        | Monica Seles        | Martina Navratilova | 6–1, 6–1           | Helen Kelesi Monica Seles        | Laura Garrone Laura Golarsa              | 6–3, 6–4            |
| Berlin Individuales – Dobles      | Monica Seles        | Steffi Graf         | 6–4, 6–3           | Nicole Provis Elna Reinach       | Hana Mandlíková Jana Novotná             | 6–2, 6–1            |
| Montréal Individuales – Dobles    | Steffi Graf         | Katerina Maleeva    | 6–1, 6–7(6–8), 6–3 | Betsy Nagelsen Gabriela Sabatini | Helen Kelesi Raffaella Reggi             | 3–6, 6–2, 6–2       |

### 1991
| Torneo                            | Campeonas         | Finalistas              | Marcador           | Parejas Campeonas                        | Finalistas                         | Marcador       |
| --------------------------------- | ----------------- | ----------------------- | ------------------ | ---------------------------------------- | ---------------------------------- | -------------- |
| Boca Ratón Individuales – Dobles  | Gabriela Sabatini | Steffi Graf             | 6–4, 7–6(8–6)      | Larisa Savchenko-Neiland Natasha Zvereva | Meredith McGrath Anne Smith        | 6–4, 7–6 (7–3) |
| Miami Individuales – Dobles       | Monica Seles      | Gabriela Sabatini       | 6–3, 7–5           | Mary Joe Fernández Zina Garrison         | Gigi Fernández Jana Novotná        | 6–4, 6–3       |
| Hilton Head Individuales – Dobles | Gabriela Sabatini | Leila Meskhi            | 6–1, 6–1           | Claudia Kohde-Kilsch*                    | Mary-Lou Daniels Lise Gregory      | 6–4, 6–0       |
| Hilton Head Individuales – Dobles | Gabriela Sabatini | Leila Meskhi            | 6–1, 6–1           | Natasha Zvereva                          | Mary-Lou Daniels Lise Gregory      | 6–4, 6–0       |
| Roma Individuales – Dobles        | Gabriela Sabatini | Monica Seles            | 6–3, 6–2           | Jennifer Capriati*                       | Nicole Provis Elna Reinach         | 7–5, 6–2       |
| Roma Individuales – Dobles        | Gabriela Sabatini | Monica Seles            | 6–3, 6–2           | Monica Seles                             | Nicole Provis Elna Reinach         | 7–5, 6–2       |
| Berlín Individuales – Dobles      | Steffi Graf       | Arantxa Sánchez Vicario | 6–3, 4–6, 7–6(8–6) | Larisa Neiland Natasha Zvereva           | Nicole Provis Elna Reinach         | 6–3, 6–3       |
| Toronto Individuales – Dobles     | Jennifer Capriati | Katerina Maleeva        | 6–2, 6–3           | Larisa Neiland Natasha Zvereva           | Claudia Kohde-Kilsch Helena Suková | 1–6, 7–5, 6–2  |

### 1992
| Torneo                            | Campeonas               | Finalistas              | Marcador      | Parejas Campeonas                       | Finalistas                          | Marcador           |
| --------------------------------- | ----------------------- | ----------------------- | ------------- | --------------------------------------- | ----------------------------------- | ------------------ |
| Boca Ratón Individuales – Dobles  | Steffi Graf             | Conchita Martínez       | 3–6, 6–2, 6–0 | Larisa Neiland Natalia Zvereva          | Linda Harvey-Wild Conchita Martínez | 6–2, 6–2           |
| Miami Individuales – Dobles       | Arantxa Sánchez Vicario | Gabriela Sabatini       | 6–1, 6–4      | Arantxa Sánchez Vicario Larisa Neiland  | Jill Hetherington Kathy Rinaldi     | 7–5, 5–7, 6–3      |
| Hilton Head Individuales – Dobles | Gabriela Sabatini       | Conchita Martínez       | 6–1, 6–4      | Arantxa Sánchez Vicario Natalia Zvereva | Jana Novotná Larisa Neiland         | 6–4, 6–2           |
| Roma Individuales – Dobles        | Gabriela Sabatini       | Monica Seles            | 7–5, 6–4      | Monica Seles Helena Suková              | Katerina Maleeva Barbara Rittner    | 6–1, 6–2           |
| Berlin Individuales – Dobles      | Steffi Graf             | Arantxa Sánchez Vicario | 4–6, 7–5, 6–2 | Jana Novotná Larisa Neiland             | Gigi Fernández Natalia Zvereva      | 7–6(7–5), 4–6, 7–5 |
| Montréal Individuales – Dobles    | Arantxa Sánchez Vicario | Monica Seles            | 6–3, 4–6, 6–4 | Lori McNeil Rennae Stubbs               | Gigi Fernández Natasha Zvereva      | 3–6, 7–5, 7–5      |

### 1993
| Torneo                            | Campeonas               | Finalistas               | Marcador           | Parejas Campeonas                         | Finalistas                            | Marcador           |
| --------------------------------- | ----------------------- | ------------------------ | ------------------ | ----------------------------------------- | ------------------------------------- | ------------------ |
| Tokio Individuales – Dobles       | Martina Navratilova     | Larisa Savchenko-Neiland | 6–2, 6–2           | Martina Navratilova Helena Suková         | Lori McNeil Rennae Stubbs             | 6–4, 6–3           |
| Miami Individuales – Dobles       | Arantxa Sánchez Vicario | Steffi Graf              | 6–4, 3–6, 6–3      | Larisa Neiland Jana Novotná               | Jill Hetherington Kathy Rinaldi       | 6–2, 7–5           |
| Hilton Head Individuales – Dobles | Steffi Graf             | Arantxa Sánchez Vicario  | 7–6(10–8), 6–1     | Gigi Fernández*                           | Katrina Adams Manon Bollegraf         | 6–3, 6–1           |
| Hilton Head Individuales – Dobles | Steffi Graf             | Arantxa Sánchez Vicario  | 7–6(10–8), 6–1     | Natasha Zvereva                           | Katrina Adams Manon Bollegraf         | 6–3, 6–1           |
| Roma Individuales – Dobles        | Conchita Martínez       | Gabriela Sabatini        | 7–5, 6–1           | Jana Novotná Arantxa Sánchez Vicario      | Mary Joe Fernández Zina Garrison      | 6–4, 6–2           |
| Berlín Individuales – Dobles      | Steffi Graf             | Gabriela Sabatini        | 7–6(7–3), 2–6, 6–4 | Gigi Fernández Natasha Zvereva            | Debbie Graham Brenda Schultz          | 6–1, 6–3           |
| Toronto Individuales – Dobles     | Steffi Graf             | Jennifer Capriati        | 6–1, 0–6, 6–3      | Larisa Neiland Jana Novotná               | Arantxa Sánchez Vicario Helena Suková | 6–1, 6–2           |
| Zúrich Individuales – Dobles      | Manuela Maleeva         | Martina Navratilova      | 6–3, 7–6(7–1)      | Zina Garrison-Jackson Martina Navratilova | Gigi Fernández Natasha Zvereva        | 6–3, 5–7, 6–3      |
| Filadelfia Individuales – Dobles  | Conchita Martínez       | Steffi Graf              | 6–3, 6–3           | Katrina Adams Manon Bollegraf             | Conchita Martínez Larisa Neiland      | 6–2, 4–6, 7–6(9–7) |

### 1994
| Torneo                            | Campeonas               | Finalistas          | Marcador           | Parejas Campeonas                   | Finalistas                           | Marcador           |
| --------------------------------- | ----------------------- | ------------------- | ------------------ | ----------------------------------- | ------------------------------------ | ------------------ |
| Tokio Individuales – Dobles       | Steffi Graf             | Martina Navratilova | 6–2, 6–4           | Pam Shriver Elizabeth Smylie        | Manon Bollegraf Martina Navratilova  | 6–3, 3–6, 7–6(7–3) |
| Miami Individuales – Dobles       | Steffi Graf             | Natasha Zvereva     | 4–6, 6–1, 6–2      | Gigi Fernández Natasha Zvereva      | Patty Fendick Meredith McGrath       | 6–3, 6–1           |
| Hilton Head Individuales – Dobles | Conchita Martínez       | Natasha Zvereva     | 6–4, 6–0           | Lori McNeil Arantxa Sánchez Vicario | Gigi Fernández Natasha Zvereva       | 6–4, 4–1, ret.     |
| Roma Individuales – Dobles        | Conchita Martínez       | Martina Navratilova | 7–6(7–5), 6–4      | Gigi Fernández Natasha Zvereva      | Gabriela Sabatini Brenda Schultz     | 6–1, 6–3           |
| Berlín Individuales – Dobles      | Steffi Graf             | Brenda Schultz      | 7–6(8–6), 6–4      | Gigi Fernández Natasha Zvereva      | Jana Novotná Arantxa Sánchez Vicario | 6–3, 7–6(7–2)      |
| Montréal Individuales – Dobles    | Arantxa Sánchez Vicario | Steffi Graf         | 7–5, 1–6, 7–6(7–4) | Meredith McGrath*                   | Pam Shriver Elizabeth Smylie         | 2–6, 6–2, 6–4      |
| Montréal Individuales – Dobles    | Arantxa Sánchez Vicario | Steffi Graf         | 7–5, 1–6, 7–6(7–4) | Arantxa Sánchez Vicario             | Pam Shriver Elizabeth Smylie         | 2–6, 6–2, 6–4      |
| Zúrich Individuales – Dobles      | Magdalena Maleeva       | Natasha Zvereva     | 7–5, 3–6, 6–4      | Manon Bollegraf Martina Navratilova | Patty Fendick Meredith McGrath       | 7–6(7–3), 6–1      |
| Filadelfia Individuales – Dobles  | Anke Huber              | Mary Pierce         | 6–0, 6–7(4–7), 7–5 | Gigi Fernández Natasha Zvereva      | Gabriela Sabatini Brenda Schultz     | 4–6, 6–4, 6–2      |

### 1995
| Torneo                            | Campeonas               | Finalistas              | Marcador      | Parejas Campeonas                    | Finalistas                          | Marcador           |
| --------------------------------- | ----------------------- | ----------------------- | ------------- | ------------------------------------ | ----------------------------------- | ------------------ |
| Tokio Individuales – Dobles       | Kimiko Date             | Lindsay Davenport       | 6–1, 6–2      | Gigi Fernández Natalia Zvereva       | Lindsay Davenport Rennae Stubbs     | 6–0, 6–3           |
| Miami Individuales – Dobles       | Steffi Graf             | Kimiko Date             | 6–1, 6–4      | Jana Novotná Arantxa Sánchez Vicario | Gigi Fernández Natalia Zvereva      | 7–5, 2–6, 6–3      |
| Hilton Head Individuales – Dobles | Conchita Martínez       | Magdalena Maleeva       | 6–1, 6–1      | Nicole Arendt*                       | Gigi Fernández Natalia Zvereva      | 0–6, 6–3, 6–4      |
| Hilton Head Individuales – Dobles | Conchita Martínez       | Magdalena Maleeva       | 6–1, 6–1      | Manon Bollegraf                      | Gigi Fernández Natalia Zvereva      | 0–6, 6–3, 6–4      |
| Roma Individuales – Dobles        | Conchita Martínez       | Arantxa Sánchez Vicario | 6–3, 6–1      | Gigi Fernández Natalia Zvereva       | Conchita Martínez Patricia Tarabini | 3–6, 7–6, 6–4      |
| Berlín Individuales – Dobles      | Arantxa Sánchez Vicario | Magdalena Maleeva       | 6–4, 6–1      | Amanda Coetzer Inés Gorrochategui    | Larisa Neiland Gabriela Sabatini    | 4–6, 7–6, 6–2      |
| Toronto Individuales – Dobles     | Monica Seles            | Amanda Coetzer          | 6–0, 6–1      | Gabriela Sabatini                    | Martina Hingis Iva Majoli           | 4–6, 6–0, 6–3      |
| Toronto Individuales – Dobles     | Monica Seles            | Amanda Coetzer          | 6–0, 6–1      | Brenda Schultz-McCarthy*             | Martina Hingis Iva Majoli           | 4–6, 6–0, 6–3      |
| Zúrich Individuales – Dobles      | Iva Majoli              | Mary Pierce             | 6–4, 6–4      | Nicole Arendt Manon Bollegraf        | Chanda Rubin Caroline Vis           | 6–4, 6–7(4–7), 6–4 |
| Filadelfia Individuales – Dobles  | Steffi Graf             | Lori McNeil             | 6–1, 4–6, 6–3 | Lori McNeil Helena Suková            | Meredith McGrath Larisa Neiland     | 4–6, 6–3, 6–4      |

### 1996
| Torneo                             | Campeonas               | Finalistas              | Marcador           | Parejas Campeonas                      | Finalistas                            | Marcador           |
| ---------------------------------- | ----------------------- | ----------------------- | ------------------ | -------------------------------------- | ------------------------------------- | ------------------ |
| Tokio Individuales – Dobles        | Iva Majoli              | Arantxa Sánchez Vicario | 6–4, 6–1           | Gigi Fernández Natasha Zvereva         | Mariaan de Swardt Irina Spîrlea       | 7–6, 6–3           |
| Indian Wells Individuales – Dobles | Steffi Graf             | Conchita Martínez       | 7–6(7–5), 7–6(7–5) | Chanda Rubin*                          | Julie Halard-Decugis Nathalie Tauziat | 6–1, 6–4           |
| Indian Wells Individuales – Dobles | Steffi Graf             | Conchita Martínez       | 7–6(7–5), 7–6(7–5) | Brenda Schultz-McCarthy                | Julie Halard-Decugis Nathalie Tauziat | 6–1, 6–4           |
| Miami Individuales – Dobles        | Steffi Graf             | Chanda Rubin            | 6–1, 6–3           | Jana Novotná Arantxa Sánchez Vicario   | Meredith McGrath Larisa Neiland       | 6–4, 6–4           |
| Hilton Head Individuales – Dobles  | Arantxa Sánchez Vicario | Barbara Paulus          | 6–2, 2–6, 6–2      | Jana Novotná Arantxa Sánchez Vicario   | Gigi Fernández Mary Joe Fernández     | 6–2, 6–3           |
| Roma Individuales – Dobles         | Conchita Martínez       | Martina Hingis          | 6–2, 6–3           | Arantxa Sánchez Vicario                | Gigi Fernández Martina Hingis         | 6–4, 3–6, 6–3      |
| Roma Individuales – Dobles         | Conchita Martínez       | Martina Hingis          | 6–2, 6–3           | Irina Spîrlea*                         | Gigi Fernández Martina Hingis         | 6–4, 3–6, 6–3      |
| Berlín Individuales – Dobles       | Steffi Graf             | Karina Habšudová        | 4–6, 6–2, 7–5      | Meredith McGrath Larisa Neiland        | Martina Hingis Helena Suková          | 6–1, 5–7, 7–6(7–4) |
| Montreal Individuales – Dobles     | Monica Seles            | Arantxa Sánchez Vicario | 6–1, 7–6(7–2)      | Larisa Neiland Arantxa Sánchez Vicario | Mary Joe Fernández Helena Suková      | 7–6, 6–1           |
| Zúrich Individuales – Dobles       | Jana Novotná            | Martina Hingis          | 6–2, 6–2           | Martina Hingis*                        | Nicole Arendt Natasha Zvereva         | 7–5, 6–4           |
| Zúrich Individuales – Dobles       | Jana Novotná            | Martina Hingis          | 6–2, 6–2           | Helena Suková                          | Nicole Arendt Natasha Zvereva         | 7–5, 6–4           |

### 1997
| Torneo                             | Campeonas          | Finalistas        | Marcador           | Parejas Campeonas                       | Finalistas                          | Marcador      |
| ---------------------------------- | ------------------ | ----------------- | ------------------ | --------------------------------------- | ----------------------------------- | ------------- |
| Tokio Individuales – Dobles        | Martina Hingis     | Steffi Graf       | w/o                | Lindsay Davenport*                      | Gigi Fernández Martina Hingis       | 6–4, 6–3      |
| Tokio Individuales – Dobles        | Martina Hingis     | Steffi Graf       | w/o                | Natasha Zvereva                         | Gigi Fernández Martina Hingis       | 6–4, 6–3      |
| Indian Wells Individuales – Dobles | Lindsay Davenport  | Irina Spîrlea     | 6–2, 6–1           | Lindsay Davenport Natasha Zvereva       | Lisa Raymond Nathalie Tauziat       | 6–3, 6–2      |
| Miami Individuales – Dobles        | Martina Hingis     | Monica Seles      | 6–2, 6–1           | Arantxa Sánchez Vicario Natasha Zvereva | Sabine Appelmans Miriam Oremans     | 6–2, 6–3      |
| Hilton Head Individuales – Dobles  | Martina Hingis     | Monica Seles      | 3–6, 6–3, 7–6(7–5) | Mary Joe Fernandez Martina Hingis       | Lindsay Davenport Jana Novotná      | 7–5, 4–6, 6–1 |
| Roma Individuales – Dobles         | Mary Pierce        | Conchita Martínez | 6–4, 6–0           | Nicole Arendt Manon Bollegraf           | Conchita Martínez Patricia Tarabini | 6–2, 6–4      |
| Berlín Individuales – Dobles       | Mary Joe Fernández | Mary Pierce       | 6–4, 6–2           | Lindsay Davenport Jana Novotná          | Gigi Fernández Natasha Zvereva      | 6–3, 3–6, 6–2 |
| Toronto Individuales – Dobles      | Monica Seles       | Anke Huber        | 6–2, 6–4           | Yayuk Basuki Caroline Vis               | Nicole Arendt Manon Bollegraf       | 3–6, 7–5, 6–4 |
| Zúrich Individuales – Dobles       | Lindsay Davenport  | Nathalie Tauziat  | 7–6(7–3), 7–5      | Martina Hingis Arantxa Sánchez Vicario  | Larisa Neiland Helena Suková        | 4–6, 6–4, 6–1 |
| Moscú Individuales – Dobles        | Jana Novotná       | Ai Sugiyama       | 6–3, 6–4           | Arantxa Sánchez Vicario Natasha Zvereva | Yayuk Basuki Caroline Vis           | 5-3, def.     |

### 1998
| Torneo                             | Campeonas         | Finalistas              | Marcador      | Parejas Campeonas                   | Finalistas                              | Marcador      |
| ---------------------------------- | ----------------- | ----------------------- | ------------- | ----------------------------------- | --------------------------------------- | ------------- |
| Tokio Individuales – Dobles        | Lindsay Davenport | Martina Hingis          | 6–3, 6–3      | Martina Hingis                      | Lindsay Davenport Natasha Zvereva       | 7–5, 6–4      |
| Tokio Individuales – Dobles        | Lindsay Davenport | Martina Hingis          | 6–3, 6–3      | Mirjana Lučić*                      | Lindsay Davenport Natasha Zvereva       | 7–5, 6–4      |
| Indian Wells Individuales – Dobles | Martina Hingis    | Lindsay Davenport       | 6–3, 6–4      | Lindsay Davenport Natasha Zvereva   | Alexandra Fusai Nathalie Tauziat        | 6–4, 2–6, 6–4 |
| Miami Individuales – Dobles        | Venus Williams    | Anna Kournikova         | 2–6, 6–4, 6–1 | Martina Hingis Jana Novotná         | Arantxa Sánchez Vicario Natasha Zvereva | 6–2, 3–6, 6–3 |
| Hilton Head Individuales – Dobles  | Amanda Coetzer    | Irina Spîrlea           | 6–3, 6–4      | Conchita Martínez Patricia Tarabini | Lisa Raymond Rennae Stubbs              | 3–6, 6–4, 6–4 |
| Roma Individuales – Dobles         | Martina Hingis    | Venus Williams          | 6–3, 2–6, 6–3 | Virginia Ruano Pascual Paola Suárez | Amanda Coetzer Arantxa Sánchez Vicario  | 7–6(7–1), 6–4 |
| Berlín Individuales – Dobles       | Conchita Martínez | Amélie Mauresmo         | 6–4, 6–4      | Lindsay Davenport Natasha Zvereva   | Alexandra Fusai Nathalie Tauziat        | 6–3, 6–0      |
| Montreal Individuales – Dobles     | Monica Seles      | Arantxa Sánchez Vicario | 6–3, 6–2      | Martina Hingis Jana Novotná         | Yayuk Basuki Caroline Vis               | 6–3, 6–4      |
| Zürich Individuales – Dobles       | Lindsay Davenport | Venus Williams          | 6–3, 6–4      | Serena Williams Venus Williams      | Mariaan de Swardt Elena Tatarkova       | 5–7, 6–1, 6–3 |
| Moscú Individuales – Dobles        | Mary Pierce       | Monica Seles            | 7–6(7–2), 6–3 | Mary Pierce*                        | Lisa Raymond Rennae Stubbs              | 6–3, 6–4      |
| Moscú Individuales – Dobles        | Mary Pierce       | Monica Seles            | 7–6(7–2), 6–3 | Natasha Zvereva                     | Lisa Raymond Rennae Stubbs              | 6–3, 6–4      |

### 1999
| Torneo                             | Campeonas        | Finalistas           | Marcador      | Parejas Campeonas                 | Finalistas                             | Marcador           |
| ---------------------------------- | ---------------- | -------------------- | ------------- | --------------------------------- | -------------------------------------- | ------------------ |
| Tokio Individuales – Dobles        | Martina Hingis   | Amanda Coetzer       | 6–2, 6–1      | Lindsay Davenport Natasha Zvereva | Martina Hingis Jana Novotná            | 6–2, 6–3           |
| Indian Wells Individuales – Dobles | Serena Williams  | Steffi Graf          | 6–3, 3–6, 7–5 | Martina Hingis                    | Mary Joe Fernández Jana Novotná        | 6–2, 6–2           |
| Indian Wells Individuales – Dobles | Serena Williams  | Steffi Graf          | 6–3, 3–6, 7–5 | Anna Kournikova*                  | Mary Joe Fernández Jana Novotná        | 6–2, 6–2           |
| Miami Individuales – Dobles        | Venus Williams   | Serena Williams      | 6–1, 4–6, 6–4 | Martina Hingis Jana Novotná       | Mary Joe Fernández Monica Seles        | 0–6, 6–4, 7–6(7–1) |
| Hilton Head Singles – Doubles      | Martina Hingis   | Anna Kournikova      | 6–4, 6–3      | Elena Likhovtseva*                | Barbara Schett Patty Schnyder          | 6–1, 6–4           |
| Hilton Head Singles – Doubles      | Martina Hingis   | Anna Kournikova      | 6–4, 6–3      | Jana Novotná                      | Barbara Schett Patty Schnyder          | 6–1, 6–4           |
| Roma Individuales – Dobles         | Venus Williams   | Mary Pierce          | 6–4, 6–2      | Martina Hingis Anna Kournikova    | Alexandra Fusai Nathalie Tauziat       | 6–2, 6–2           |
| Berlín Individuales – Dobles       | Martina Hingis   | Julie Halard-Decugis | 6–0, 6–1      | Alexandra Fusai Nathalie Tauziat  | Jana Novotná Patricia Tarabini         | 6–3, 7–5           |
| Toronto Individuales – Dobles      | Martina Hingis   | Monica Seles         | 6–4, 6–4      | Jana Novotná Mary Pierce          | Arantxa Sánchez Vicario Larisa Neiland | 6–3, 2–6, 6–3      |
| Zúrich Individuales – Dobles       | Venus Williams   | Martina Hingis       | 6–3, 6–4      | Lisa Raymond*                     | Nathalie Tauziat Natasha Zvereva       | 6–2, 6–2           |
| Zúrich Individuales – Dobles       | Venus Williams   | Martina Hingis       | 6–3, 6–4      | Rennae Stubbs                     | Nathalie Tauziat Natasha Zvereva       | 6–2, 6–2           |
| Moscú Individuales – Dobles        | Nathalie Tauziat | Barbara Schett       | 2–6, 6–4, 6–1 | Lisa Raymond Rennae Stubbs        | Julie Halard-Decugis Anke Huber        | 6–1, 6–0           |

### 2000
| Torneo                             | Campeonas         | Finalistas              | Marcador            | Parejas Campeonas                         | Finalistas                          | Marcador           |
| ---------------------------------- | ----------------- | ----------------------- | ------------------- | ----------------------------------------- | ----------------------------------- | ------------------ |
| Tokio Individuales – Dobles        | Martina Hingis    | Sandrine Testud         | 6–3, 7–5            | Martina Hingis Mary Pierce                | Alexandra Fusai Nathalie Tauziat    | 6–4, 6–1           |
| Indian Wells Individuales – Dobles | Lindsay Davenport | Martina Hingis          | 4–6, 6–4, 6–0       | Lindsay Davenport                         | Anna Kournikova Natasha Zvereva     | 6–2, 6–3           |
| Indian Wells Individuales – Dobles | Lindsay Davenport | Martina Hingis          | 4–6, 6–4, 6–0       | Corina Morariu*                           | Anna Kournikova Natasha Zvereva     | 6–2, 6–3           |
| Miami Individuales – Dobles        | Martina Hingis    | Lindsay Davenport       | 6–3, 6–2            | Julie Halard-Decugis Ai Sugiyama          | Nicole Arendt Manon Bollegraf       | 4–6, 7–5, 6–4      |
| Hilton Head Individuales – Dobles  | Mary Pierce       | Arantxa Sánchez Vicario | 6–1, 6–0            | Virginia Ruano Pascual Paola Suárez       | Conchita Martínez Patricia Tarabini | 7–5, 6–3           |
| Berlín Individuales – Dobles       | Conchita Martínez | Amanda Coetzer          | 6–1, 6–2            | Conchita Martínez Arantxa Sánchez Vicario | Amanda Coetzer Corina Morariu       | 3–6, 6–2, 7–6(9–7) |
| Roma Individuales – Dobles         | Monica Seles      | Amélie Mauresmo         | 6–2, 7–6(7–4)       | Lisa Raymond Rennae Stubbs                | Arantxa Sánchez Vicario Magüi Serna | 6–3, 4–6, 6–3      |
| Montreal Individuales – Dobles     | Martina Hingis    | Serena Williams         | 0–6, 6–3, 3–0, ret. | Martina Hingis Nathalie Tauziat           | Julie Halard-Decugis Ai Sugiyama    | 6–3, 3–6, 6–4      |
| Zúrich Individuales – Dobles       | Martina Hingis    | Lindsay Davenport       | 6–2, 4–6, 7–5       | Martina Hingis Anna Kournikova            | Kimberly Po Anne-Gaëlle Sidot       | 6–3, 6–4           |
| Moscú Individuales – Dobles        | Martina Hingis    | Anna Kournikova         | 6–3, 6–1            | Julie Halard-Decugis Ai Sugiyama          | Martina Hingis Anna Kournikova      | 4–6, 6–4, 7–6(7–5) |

### 2001
| Torneo                             | Campeonas         | Finalistas        | Marcador           | Parejas Campeonas                        | Finalistas                            | Marcador                |
| ---------------------------------- | ----------------- | ----------------- | ------------------ | ---------------------------------------- | ------------------------------------- | ----------------------- |
| Tokio Individuales – Dobles        | Lindsay Davenport | Martina Hingis    | 6–7(4–7), 6–4, 6–2 | Lisa Raymond Rennae Stubbs               | Anna Kournikova Iroda Tulyaganova     | 7–6(7–5), 2–6, 7–6(8–6) |
| Indian Wells Individuales – Dobles | Serena Williams   | Kim Clijsters     | 4–6, 6–4, 6–2      | Nicole Arendt Ai Sugiyama                | Virginia Ruano Pascual Paola Suárez   | 6–4, 6–4                |
| Miami Individuales – Dobles        | Venus Williams    | Jennifer Capriati | 4–6, 6–1, 7–6(7–4) | Arantxa Sánchez Vicario Nathalie Tauziat | Lisa Raymond Rennae Stubbs            | 6–0, 6–4                |
| Charleston Individuales – Dobles   | Jennifer Capriati | Martina Hingis    | 6–0, 4–6, 6–4      | Lisa Raymond Rennae Stubbs               | Virginia Ruano Pascual Paola Suárez   | 5–7, 7–6(7–5), 6–3      |
| Berlín Indivduales – Dobles        | Amélie Mauresmo   | Jennifer Capriati | 6–4, 2–6, 6–3      | Els Callens Meghann Shaughnessy          | Cara Black Elena Likhovtseva          | 6–4, 6–3                |
| Roma Individuales – Dobles         | Jelena Dokić      | Amélie Mauresmo   | 7–6(7–3), 6–1      | Cara Black*                              | Paola Suárez Patricia Tarabini        | 6–1, 6–1                |
| Roma Individuales – Dobles         | Jelena Dokić      | Amélie Mauresmo   | 7–6(7–3), 6–1      | Elena Likhovtseva                        | Paola Suárez Patricia Tarabini        | 6–1, 6–1                |
| Toronto Individuales – Dobles      | Serena Williams   | Jennifer Capriati | 6–1, 6–7(7–9), 6–3 | Kimberly Po-Messerli Nicole Pratt        | Tina Križan Katarina Srebotnik        | 6–3, 6–1                |
| Moscú Individuales – Dobles        | Jelena Dokić      | Elena Dementieva  | 6–3, 6–3           | Martina Hingis Anna Kournikova           | Elena Dementieva Lina Krasnoroutskaya | 7–6(7–1), 6–3           |
| Zúrich Individuales – Dobles       | Lindsay Davenport | Jelena Dokić      | 6–3, 6–1           | Lindsay Davenport Lisa Raymond           | Sandrine Testud Roberta Vinci         | 6–3, 2–6, 6–2           |

### 2002
| Torneo                             | Campeonas          | Finalistas        | Marcador                 | Parejas Campeonas                   | Finalistas                                 | Marcador                |
| ---------------------------------- | ------------------ | ----------------- | ------------------------ | ----------------------------------- | ------------------------------------------ | ----------------------- |
| Tokio Individuales – Dobles        | Martina Hingis     | Monica Seles      | 7–6(8–6), 4–6, 6–3       | Lisa Raymond Rennae Stubbs          | Els Callens Roberta Vinci                  | 6–1, 6–1                |
| Indian Wells Individuales – Dobles | Daniela Hantuchová | Martina Hingis    | 6–3, 6–4                 | Lisa Raymond Rennae Stubbs          | Elena Dementieva Janette Husárová          | 7–5, 6–0                |
| Miami Individuales – Dobles        | Serena Williams    | Jennifer Capriati | 7–5, 7–6                 | Lisa Raymond Rennae Stubbs          | Virginia Ruano Pascual Paola Suárez        | 7–6(7–4), 6–7(4–7), 6–3 |
| Charleston Individuales – Dobles   | Iva Majoli         | Patty Schnyder    | 6–3, 6–4                 | Lisa Raymond Rennae Stubbs          | Alexandra Fusai Caroline Vis               | 6–4, 3–6, 7–6(7–4)      |
| Berlin Individuales – Dobles       | Justine Henin      | Serena Williams   | 6–2, 1–6, 7–6(7–5)       | Elena Dementieva Janette Husárová   | Daniela Hantuchová Arantxa Sánchez Vicario | 0–6, 7–6(7–3), 6–2      |
| Roma Individuales – Dobles         | Serena Williams    | Justine Henin     | 7–6, 6–4                 | Virginia Ruano Pascual Paola Suárez | Conchita Martínez Patricia Tarabini        | 6–3, 6–4                |
| Montreal Individuales – Dobles     | Amélie Mauresmo    | Jennifer Capriati | 6–4, 6–1                 | Virginia Ruano Pascual Paola Suárez | Rika Fujiwara Ai Sugiyama                  | 6–4, 7–6(7–4)           |
| Moscú Individuales – Dobles        | Magdalena Maleeva  | Lindsay Davenport | 5–7, 6–3, 7–6(7–4)       | Elena Dementieva Janette Husárová   | Jelena Dokić Nadia Petrova                 | 2–6, 6–3, 7–6(9–7)      |
| Zúrich Individuales – Dobles       | Patty Schnyder     | Lindsay Davenport | 6–7(5–7), 7–6(10–8), 6–3 | Elena Bovina Justine Henin          | Jelena Dokić Nadia Petrova                 | 6–2, 7–6(7–2)           |

### 2003
| Torneo                             | Campeonas         | Finalistas           | Marcador           | Parejas Campeonas                       | Finalistas                           | Marcador           |
| ---------------------------------- | ----------------- | -------------------- | ------------------ | --------------------------------------- | ------------------------------------ | ------------------ |
| Tokio Individuales – Dobles        | Lindsay Davenport | Monica Seles         | 6–7(6–8), 6–1, 6–2 | Elena Bovina Rennae Stubbs              | Lindsay Davenport Lisa Raymond       | 6–3, 6–4           |
| Indian Wells Individuales – Dobles | Kim Clijsters     | Lindsay Davenport    | 6–4, 7–5           | Lindsay Davenport Lisa Raymond          | Kim Clijsters Ai Sugiyama            | 2–6, 6–2, 7–6(7–5) |
| Miami Individuales – Dobles        | Serena Williams   | Jennifer Capriati    | 4–6, 6–4, 6–1      | Liezel Huber Magdalena Maleeva          | Shinobu Asagoe Nana Miyagi           | 6–4, 3–6, 7–5      |
| Charleston Individuales – Dobles   | Justine Henin     | Serena Williams      | 7–6(7–5), 6–4      | Virginia Ruano Pascual Paola Suárez     | Janette Husárová Conchita Martínez   | 6–0, 6–3           |
| Berlín Individuales – Dobles       | Justine Henin     | Kim Clijsters        | 6–4, 4–6, 7–5      | Virginia Ruano Pascual Paola Suárez     | Kim Clijsters Ai Sugiyama            | 6–3, 4–6, 6–4      |
| Roma Individuales – Dobles         | Kim Clijsters     | Amélie Mauresmo      | 3–6, 7–6(7–3), 6–0 | Svetlana Kuznetsova*                    | Jelena Dokić Nadia Petrova           | 6–4, 5–7, 6–2      |
| Roma Individuales – Dobles         | Kim Clijsters     | Amélie Mauresmo      | 3–6, 7–6(7–3), 6–0 | Martina Navratilova                     | Jelena Dokić Nadia Petrova           | 6–4, 5–7, 6–2      |
| Toronto Individuales – Dobles      | Justine Henin     | Lina Krasnoroutskaya | 6–1, 6–0           | Svetlana Kuznetsova Martina Navratilova | María Vento-Kabchi Angelique Widjaja | 3–6, 6–1, 6–1      |
| Moscú Individuales – Dobles        | Anastasia Myskina | Amélie Mauresmo      | 6–2, 6–4           | Nadia Petrova*                          | Anastasia Myskina Vera Zvonareva     | 6–3, 6–4           |
| Moscú Individuales – Dobles        | Anastasia Myskina | Amélie Mauresmo      | 6–2, 6–4           | Meghann Shaughnessy                     | Anastasia Myskina Vera Zvonareva     | 6–3, 6–4           |
| Zúrich Individuales – Dobles       | Justine Henin     | Jelena Dokić         | 6–0, 6–4           | Kim Clijsters*                          | Virginia Ruano Pascual Paola Suárez  | 7–6(7–3), 6–2      |
| Zúrich Individuales – Dobles       | Justine Henin     | Jelena Dokić         | 6–0, 6–4           | Ai Sugiyama                             | Virginia Ruano Pascual Paola Suárez  | 7–6(7–3), 6–2      |

### 2004
| Torneo                             | Campeonas         | Finalistas        | Marcador           | Parejas Campeonas                   | Finalistas                            | Marcador      |
| ---------------------------------- | ----------------- | ----------------- | ------------------ | ----------------------------------- | ------------------------------------- | ------------- |
| Tokio Individuales – Dobles        | Lindsay Davenport | Magdalena Maleeva | 6–4, 6–1           | Cara Black Rennae Stubbs            | Elena Likhovtseva Magdalena Maleeva   | 6–0, 6–1      |
| Indian Wells Individuales – Dobles | Justine Henin     | Lindsay Davenport | 6–1, 6–4           | Virginia Ruano Pascual Paola Suárez | Svetlana Kuznetsova Elena Likhovtseva | 6–1, 6–2      |
| Miami Individuales – Dobles        | Serena Williams   | Elena Dementieva  | 6–1, 6–1           | Nadia Petrova Meghann Shaughnessy   | Svetlana Kuznetsova Elena Likhovtseva | 6–2, 6–3      |
| Charleston Individuales – Dobles   | Venus Williams    | Conchita Martínez | 2–6, 6–2, 6–1      | Virginia Ruano Pascual Paola Suárez | Martina Navratilova Lisa Raymond      | 6–4, 6–1      |
| Berlín Individuales – Dobles       | Amélie Mauresmo   | Venus Williams    | Walkover           | Nadia Petrova Meghann Shaughnessy   | Janette Husárová Conchita Martínez    | 6–2, 2–6, 6–1 |
| Roma Individuales – Dobles         | Amélie Mauresmo   | Jennifer Capriati | 3–6, 6–3, 7–6(8–6) | Nadia Petrova Meghann Shaughnessy   | Virginia Ruano Pascual Paola Suárez   | 2–6, 6–3, 6–3 |
| San Diego Individuales – Dobles    | Lindsay Davenport | Anastasia Myskina | 6–1, 6–1           | Cara Black Rennae Stubbs            | Virginia Ruano Pascual Paola Suárez   | 4–6, 6–1, 6–4 |
| Montreal Individuales – Dobles     | Amélie Mauresmo   | Elena Likhovtseva | 6–1, 6–0           | Shinobu Asagoe*                     | Liezel Huber Tamarine Tanasugarn      | 6–0, 6–3      |
| Montreal Individuales – Dobles     | Amélie Mauresmo   | Elena Likhovtseva | 6–1, 6–0           | Ai Sugiyama                         | Liezel Huber Tamarine Tanasugarn      | 6–0, 6–3      |
| Moscú Individuales – Dobles        | Anastasia Myskina | Elena Dementieva  | 7–5, 6–0           | Anastasia Myskina Vera Zvonareva    | Virginia Ruano Pascual Paola Suárez   | 6–3, 4–6, 6–2 |
| Zúrich Individuales – Dobles       | Alicia Molik      | María Sharápova   | 4–6, 6–2, 6–3      | Cara Black Rennae Stubbs            | Virginia Ruano Pascual Paola Suárez   | 6–4, 6–4      |

### 2005
| Torneo                             | Campeonas         | Finalistas          | Marcador           | Parejas Campeonas                        | Finalistas                               | Marcador                |
| ---------------------------------- | ----------------- | ------------------- | ------------------ | ---------------------------------------- | ---------------------------------------- | ----------------------- |
| Tokio Individuales – Dobles        | María Sharápova   | Lindsay Davenport   | 6–1, 3–6, 7–6(7–5) | Janette Husárová Elena Likhovtseva       | Lindsay Davenport Corina Morariu         | 6–4, 6–3                |
| Indian Wells Individuales – Dobles | Kim Clijsters     | Lindsay Davenport   | 6–4, 4–6, 6–2      | Virginia Ruano Pascual Paola Suárez      | Nadia Petrova Meghann Shaughnessy        | 7–6(7–3), 6–1           |
| Miami Individuales – Dobles        | Kim Clijsters     | María Sharápova     | 7–5, 6–3           | Svetlana Kuznetsova                      | Lisa Raymond Rennae Stubbs               | 7–5, 6–7(5–7), 6–2      |
| Miami Individuales – Dobles        | Kim Clijsters     | María Sharápova     | 7–5, 6–3           | Alicia Molik*                            | Lisa Raymond Rennae Stubbs               | 7–5, 6–7(5–7), 6–2      |
| Charleston Individuales – Dobles   | Justine Henin     | Elena Dementieva    | 7–5, 6–4           | Conchita Martínez Virginia Ruano Pascual | Iveta Benešová Květa Peschke             | 6–1, 6–4                |
| Berlín Individuales – Dobles       | Justine Henin     | Nadia Petrova       | 6–3, 4–6, 6–3      | Elena Likhovtseva Vera Zvonareva         | Cara Black Liezel Huber                  | 4–6, 6–4, 6–3           |
| Roma Individuales – Dobles         | Amélie Mauresmo   | Patty Schnyder      | 2–6, 6–3, 6–4      | Cara Black Liezel Huber                  | Maria Kirilenko Anabel Medina Garrigues  | 6–0, 4–6, 6–1           |
| San Diego Individuales – Dobles    | Mary Pierce       | Ai Sugiyama         | 6–3, 6–0           | Conchita Martínez Virginia Ruano Pascual | Daniela Hantuchová Ai Sugiyama           | 6–7(7–9), 6–1, 7–5      |
| Toronto Individuales – Dobles      | Kim Clijsters     | Justine Henin       | 7–5, 6–1           | Anna-Lena Grönefeld*                     | Conchita Martínez Virginia Ruano Pascual | 5–7, 6–3, 6–4           |
| Toronto Individuales – Dobles      | Kim Clijsters     | Justine Henin       | 7–5, 6–1           | Martina Navratilova                      | Conchita Martínez Virginia Ruano Pascual | 5–7, 6–3, 6–4           |
| Moscú Individuales – Dobles        | Mary Pierce       | Francesca Schiavone | 6–4, 6–3           | Lisa Raymond                             | Cara Black Rennae Stubbs                 | 6–2, 6–4                |
| Moscú Individuales – Dobles        | Mary Pierce       | Francesca Schiavone | 6–4, 6–3           | Samantha Stosur*                         | Cara Black Rennae Stubbs                 | 6–2, 6–4                |
| Zúrich Individuales – Dobles       | Lindsay Davenport | Patty Schnyder      | 7–6, 6–3           | Cara Black Rennae Stubbs                 | Daniela Hantuchová Ai Sugiyama           | 6–7(6–8), 7–6(7–4), 6–3 |

### 2006
| Torneo                             | Campeonas           | Finalistas         | Marcador      | Parejas Campeonas                 | Finalistas                                 | Marcador           |
| ---------------------------------- | ------------------- | ------------------ | ------------- | --------------------------------- | ------------------------------------------ | ------------------ |
| Tokio Individuales – Dobles        | Elena Dementieva    | Martina Hingis     | 6–2, 6–0      | Lisa Raymond Samantha Stosur      | Cara Black Rennae Stubbs                   | 6–2, 6–1           |
| Indian Wells Individuales – Dobles | María Sharápova     | Elena Dementieva   | 6–1, 6–2      | Lisa Raymond Samantha Stosur      | Virginia Ruano Pascual Meghann Shaughnessy | 6–2, 7–5           |
| Miami Individuales – Dobles        | Svetlana Kuznetsova | María Sharápova    | 6–4, 6–3      | Lisa Raymond Samantha Stosur      | Liezel Huber Martina Navratilova           | 6–4, 7–5           |
| Charleston Individuales – Dobles   | Nadia Petrova       | Patty Schnyder     | 6–3, 4–6, 6–1 | Lisa Raymond Samantha Stosur      | Virginia Ruano Pascual Meghann Shaughnessy | 3–6, 6–1, 6–1      |
| Berlín Individuales – Dobles       | Nadia Petrova       | Justine Henin      | 4–6, 6–4, 7–5 | Yan Zi Zheng Jie                  | Elena Dementieva Flavia Pennetta           | 6–2, 6–3           |
| Roma Individuales – Dobles         | Martina Hingis      | Dinara Safina      | 6–2, 7–5      | Daniela Hantuchová*               | Květa Peschke Francesca Schiavone          | 3–6, 6–3, 6–1      |
| Roma Individuales – Dobles         | Martina Hingis      | Dinara Safina      | 6–2, 7–5      | Ai Sugiyama                       | Květa Peschke Francesca Schiavone          | 3–6, 6–3, 6–1      |
| San Diego Individuales – Dobles    | María Sharápova     | Kim Clijsters      | 7–5, 7–5      | Cara Black Rennae Stubbs          | Anna-Lena Grönefeld Meghann Shaughnessy    | 6–2, 6–2           |
| Montreal Individuales – Dobles     | Ana Ivanovic        | Martina Hingis     | 6–2, 6–3      | Martina Navratilova Nadia Petrova | Cara Black Anna-Lena Grönefeld             | 6–1, 6–2           |
| Moscú Individuales – Dobles        | Anna Chakvetadze    | Nadia Petrova      | 6–4, 6–4      | Květa Peschke Francesca Schiavone | Iveta Benešová Galina Voskoboeva           | 6–4, 6–7(4–7), 6–1 |
| Zúrich Individuales – Dobles       | María Sharápova     | Daniela Hantuchová | 6–1, 4–6, 6–3 | Cara Black Rennae Stubbs          | Liezel Huber Katarina Srebotnik            | 7–5, 7–5           |

### 2007
| Torneo                             | Campeonas          | Finalistas          | Marcador           | Parejas Campeonas              | Finalistas                         | Marcador           |
| ---------------------------------- | ------------------ | ------------------- | ------------------ | ------------------------------ | ---------------------------------- | ------------------ |
| Tokio Individuales – Dobles        | Martina Hingis     | Ana Ivanovic        | 6–4, 6–2           | Lisa Raymond Samantha Stosur   | Vania King Rennae Stubbs           | 7–6(8–6), 3–6, 7–5 |
| Indian Wells Individuales – Dobles | Daniela Hantuchová | Svetlana Kuznetsova | 6–3, 6–4           | Lisa Raymond Samantha Stosur   | Chan Latisha Chuang Chia-jung      | 6–3, 7–5           |
| Miami Individuales – Dobles        | Serena Williams    | Justine Henin       | 0–6, 7–5, 6–3      | Lisa Raymond Samantha Stosur   | Cara Black Liezel Huber            | 6–4, 3–6, [10–2]   |
| Charleston Individuales – Dobles   | Jelena Janković    | Dinara Safina       | 6–2, 6–2           | Yan Zi Zheng Jie               | Peng Shuai Sun Tiantian            | 7–5, 6–0           |
| Berlín Individuales – Dobles       | Ana Ivanovic       | Svetlana Kuznetsova | 3–6, 6–4, 7–6(7–4) | Lisa Raymond Samantha Stosur   | Tathiana Garbin Roberta Vinci      | 6–3, 6–4           |
| Roma Individuales – Dobles         | Jelena Janković    | Svetlana Kuznetsova | 7–5, 6–1           | Nathalie Dechy Mara Santangelo | Tathiana Garbin Roberta Vinci      | 6–4, 6–1           |
| San Diego Individuales – Dobles    | María Sharápova    | Patty Schnyder      | 6–2, 3–6, 6–0      | Cara Black Liezel Huber        | Victoria Azarenka Anna Chakvetadze | 7–5, 6–4           |
| Toronto Individuales – Dobles      | Justine Henin      | Jelena Janković     | 7–6(7–3), 7–5      | Katarina Srebotnik*            | Cara Black Liezel Huber            | 6–4, 2–6, [10–5]   |
| Toronto Individuales – Dobles      | Justine Henin      | Jelena Janković     | 7–6(7–3), 7–5      | Ai Sugiyama                    | Cara Black Liezel Huber            | 6–4, 2–6, [10–5]   |
| Moscú Individuales – Dobles        | Elena Dementieva   | Serena Williams     | 5–7, 6–1, 6–1      | Cara Black Liezel Huber        | Victoria Azarenka Tatiana Poutchek | 4–6, 6–1, [10–7]   |
| Zúrich Individuales – Dobles       | Justine Henin      | Tatiana Golovin     | 6–4, 6–4           | Květa Peschke Rennae Stubbs    | Lisa Raymond Francesca Schiavone   | 7–5, 7–6(7–1)      |

### 2008
| Torneo                             | Campeonas       | Finalistas          | Marcador      | Parejas Campeonas                | Finalistas                                         | Marcador         |
| ---------------------------------- | --------------- | ------------------- | ------------- | -------------------------------- | -------------------------------------------------- | ---------------- |
| Doha Individuales – Dobles         | María Sharápova | Vera Zvonareva      | 6–1, 2–6, 6–0 | Květa Peschke Rennae Stubbs      | Cara Black Liezel Huber                            | 6–1, 5–7, [10–7] |
| Indian Wells Individuales – Dobles | Ana Ivanovic    | Svetlana Kuznetsova | 6–4, 6–3      | Dinara Safina Elena Vesnina      | Yan Zi Zheng Jie                                   | 6–1, 1–6, [10–8] |
| Miami Individuales – Dobles        | Serena Williams | Jelena Janković     | 6–1, 5–7, 6–3 | Katarina Srebotnik Ai Sugiyama   | Cara Black Liezel Huber                            | 7–5, 4–6, [10–3] |
| Charleston Individuales – Dobles   | Serena Williams | Vera Zvonareva      | 6–4, 3–6, 6–3 | Katarina Srebotnik Ai Sugiyama   | Edina Gallovits Olga Govortsova                    | 6–2, 6–2         |
| Berlín Individuales – Dobles       | Dinara Safina   | Elena Dementieva    | 3–6, 6–2, 6–2 | Cara Black Liezel Huber          | Nuria Llagostera Vives María José Martínez Sánchez | 3–6, 6–2, [10–2] |
| Roma Individuales – Dobles         | Jelena Janković | Alizé Cornet        | 6–2, 6–2      | Chan Latisha Chuang Chia-jung    | Iveta Benešová Janette Husárová                    | 7–6(7–5), 6–3    |
| Montreal Individuales – Dobles     | Dinara Safina   | Dominika Cibulková  | 6–2, 6–1      | Cara Black Liezel Huber          | Maria Kirilenko Flavia Pennetta                    | 6–1, 6–1         |
| Tokio Individuales – Dobles        | Dinara Safina   | Svetlana Kuznetsova | 6–1, 6–3      | Vania King*                      | Lisa Raymond Samantha Stosur                       | 6–1, 6–4         |
| Tokio Individuales – Dobles        | Dinara Safina   | Svetlana Kuznetsova | 6–1, 6–3      | Nadia Petrova                    | Lisa Raymond Samantha Stosur                       | 6–1, 6–4         |
| Moscú Individuales – Dobles        | Jelena Janković | Vera Zvonareva      | 6–2, 6–4      | Nadia Petrova Katarina Srebotnik | Cara Black Liezel Huber                            | 6–4, 6–4         |

### 2009
| Torneo                             | Campeonas           | Finalistas          | Marcador      | Parejas Campeonas                                  | Finalistas                                         | Marcador         |
| ---------------------------------- | ------------------- | ------------------- | ------------- | -------------------------------------------------- | -------------------------------------------------- | ---------------- |
| Dubái Individuales – Dobles        | Venus Williams      | Virginie Razzano    | 6–4, 6–2      | Cara Black Liezel Huber                            | Maria Kirilenko Agnieszka Radwańska                | 6–3, 6–3         |
| Indian Wells Individuales – Dobles | Vera Zvonareva      | Ana Ivanovic        | 7–6(7–5), 6–2 | Victoria Azarenka*                                 | Gisela Dulko Shahar Pe'er                          | 6–4, 3–6, [10–5] |
| Indian Wells Individuales – Dobles | Vera Zvonareva      | Ana Ivanovic        | 7–6(7–5), 6–2 | Vera Zvonareva                                     | Gisela Dulko Shahar Pe'er                          | 6–4, 3–6, [10–5] |
| Miami Individuales – Dobles        | Victoria Azarenka   | Serena Williams     | 6–3, 6–1      | Svetlana Kuznetsova                                | Květa Peschke Lisa Raymond                         | 4–6, 6–1, [10–3] |
| Miami Individuales – Dobles        | Victoria Azarenka   | Serena Williams     | 6–3, 6–1      | Amélie Mauresmo*                                   | Květa Peschke Lisa Raymond                         | 4–6, 6–1, [10–3] |
| Roma Individuales – Dobles         | Dinara Safina       | Svetlana Kuznetsova | 6–3, 6–2      | Hsieh Su-wei Peng Shuai                            | Daniela Hantuchová Ai Sugiyama                     | 7–5, 7–6(7–5)    |
| Madrid Individuales – Dobles       | Dinara Safina       | Caroline Wozniacki  | 6–2, 6–4      | Cara Black Liezel Huber                            | Květa Peschke Lisa Raymond                         | 4–6, 6–3, [10–6] |
| Cincinnati Individuales – Dobles   | Jelena Janković     | Dinara Safina       | 6–4, 6–2      | Cara Black Liezel Huber                            | Nuria Llagostera Vives María José Martínez Sánchez | 6–3, 0–6, [10–2] |
| Toronto Individuales – Dobles      | Elena Dementieva    | María Sharápova     | 6–4, 6–3      | Nuria Llagostera Vives María José Martínez Sánchez | Samantha Stosur Rennae Stubbs                      | 2–6, 7–5, [11–9] |
| Tokio Individuales – Dobles        | María Sharápova     | Jelena Janković     | 5–2, ret.     | Alisa Kleybanova*                                  | Daniela Hantuchová Ai Sugiyama                     | 6–4, 6–2         |
| Tokio Individuales – Dobles        | María Sharápova     | Jelena Janković     | 5–2, ret.     | Francesca Schiavone                                | Daniela Hantuchová Ai Sugiyama                     | 6–4, 6–2         |
| Pekín Individuales – Dobles        | Svetlana Kuznetsova | Agnieszka Radwańska | 6–2, 6–4      | Hsieh Su-wei Peng Shuai                            | Alla Kudryavtseva Ekaterina Makarova               | 6–3, 6–1         |

### 2010
| Torneo                             | Campeonas                   | Finalistas         | Marcador           | Parejas Campeonas                                  | Finalistas                                         | Marcador              |
| ---------------------------------- | --------------------------- | ------------------ | ------------------ | -------------------------------------------------- | -------------------------------------------------- | --------------------- |
| Dubái Individuales – Dobles        | Venus Williams              | Victoria Azarenka  | 6–3, 7–5           | Nuria Llagostera Vives María José Martínez Sánchez | Květa Peschke Katarina Srebotnik                   | 7–6(7–5), 6–4         |
| Indian Wells Individuales – Dobles | Jelena Janković             | Caroline Wozniacki | 6–2, 6–4           | Květa Peschke Katarina Srebotnik                   | Nadia Petrova Samantha Stosur                      | 6–4, 2–6, [10–5]      |
| Miami Individuales – Dobles        | Kim Clijsters               | Venus Williams     | 6–2, 6–1           | Gisela Dulko Flavia Pennetta                       | Nadia Petrova Samantha Stosur                      | 6–3, 4–6, [10–7]      |
| Roma Individuales – Dobles         | María José Martínez Sánchez | Jelena Janković    | 7–67–5, 7–5        | Gisela Dulko Flavia Pennetta                       | María José Martínez Sánchez Nuria Llagostera Vives | 6–4, 6–2              |
| Madrid Individuales – Dobles       | Aravane Rezaï               | Venus Williams     | 6–2, 7–5           | Serena Williams Venus Williams                     | Gisela Dulko Flavia Pennetta                       | 6–2, 7–5              |
| Cincinnati Individuales – Dobles   | Kim Clijsters               | María Sharápova    | 2–6, 7–6(7–4), 6–2 | Victoria Azarenka                                  | Lisa Raymond Rennae Stubbs                         | 7–6(7–4), 7–6(10–8)   |
| Cincinnati Individuales – Dobles   | Kim Clijsters               | María Sharápova    | 2–6, 7–6(7–4), 6–2 | Maria Kirilenko*                                   | Lisa Raymond Rennae Stubbs                         | 7–6(7–4), 7–6(10–8)   |
| Montreal Individuales – Dobles     | Caroline Wozniacki          | Vera Zvonareva     | 6–3, 6–2           | Gisela Dulko Flavia Pennetta                       | Květa Peschke Katarina Srebotnik                   | 7–5, 3–6, [12–10]     |
| Tokio Individuales – Dobles        | Caroline Wozniacki          | Elena Dementieva   | 1–6, 6–2, 6–3      | Iveta Benešová Barbora Strýcová                    | Shahar Pe'er Peng Shuai                            | 6–4, 4–6, [10-8]      |
| Pekín Individuales – Dobles        | Caroline Wozniacki          | Vera Zvonareva     | 6–3, 3–6, 6–3      | Chuang Chia-jung                                   | Gisela Dulko Flavia Pennetta                       | 7–6(7–2), 1–6, [10–7] |
| Pekín Individuales – Dobles        | Caroline Wozniacki          | Vera Zvonareva     | 6–3, 3–6, 6–3      | Olga Govortsova*                                   | Gisela Dulko Flavia Pennetta                       | 7–6(7–2), 1–6, [10–7] |

### 2011
| Torneo                             | Campeonas           | Finalistas          | Marcador           | Parejas Campeonas                        | Finalistas                                | Marcador              |
| ---------------------------------- | ------------------- | ------------------- | ------------------ | ---------------------------------------- | ----------------------------------------- | --------------------- |
| Dubái Individuales – Dobles        | Caroline Wozniacki  | Svetlana Kuznetsova | 6–1, 6–3           | Liezel Huber María José Martínez Sánchez | Květa Peschke Katarina Srebotnik          | 7–6(7–5), 6–3         |
| Indian Wells Individuales – Dobles | Caroline Wozniacki  | Marion Bartoli      | 6–1, 2–6, 6–3      | Sania Mirza*                             | Bethanie Mattek-Sands Meghann Shaughnessy | 6–0, 7–5              |
| Indian Wells Individuales – Dobles | Caroline Wozniacki  | Marion Bartoli      | 6–1, 2–6, 6–3      | Elena Vesnina                            | Bethanie Mattek-Sands Meghann Shaughnessy | 6–0, 7–5              |
| Miami Individuales – Dobles        | Victoria Azarenka   | María Sharápova     | 6–1, 6–4           | Daniela Hantuchová                       | Liezel Huber Nadia Petrova                | 7–6(7–5), 2–6, [10–8] |
| Miami Individuales – Dobles        | Victoria Azarenka   | María Sharápova     | 6–1, 6–4           | Agnieszka Radwańska*                     | Liezel Huber Nadia Petrova                | 7–6(7–5), 2–6, [10–8] |
| Madrid Individuales – Dobles       | Petra Kvitová       | Victoria Azarenka   | 7–6(7–3), 6–4      | Victoria Azarenka Maria Kirilenko        | Květa Peschke Katarina Srebotnik          | 6–4, 6–3              |
| Roma Individuales – Dobles         | María Sharápova     | Samantha Stosur     | 6–2, 6–4           | Peng Shuai Zheng Jie                     | Vania King Yaroslava Shvedova             | 6–2, 6–3              |
| Toronto Individuales – Dobles      | Serena Williams     | Samantha Stosur     | 6–4, 6–2           | Liezel Huber Lisa Raymond                | Victoria Azarenka Maria Kirilenko         | W/O                   |
| Cincinnati Individuales – Dobles   | María Sharápova     | Jelena Janković     | 4–6, 7–6(7–3), 6–3 | Vania King                               | Natalie Grandin Vladimíra Uhlířová        | 6–4, 3–6, [11–9]      |
| Cincinnati Individuales – Dobles   | María Sharápova     | Jelena Janković     | 4–6, 7–6(7–3), 6–3 | Yaroslava Shvedova*                      | Natalie Grandin Vladimíra Uhlířová        | 6–4, 3–6, [11–9]      |
| Tokio Individuales – Dobles        | Agnieszka Radwańska | Vera Zvonareva      | 6–3, 6–2           | Liezel Huber Lisa Raymond                | Gisela Dulko Flavia Pennetta              | 7–6(7–4), 0–6, [10–6] |
| Pekín Individuales – Dobles        | Agnieszka Radwańska | Andrea Petkovic     | 7–5, 0–6, 6–4      | Květa Peschke Katarina Srebotnik         | Gisela Dulko Flavia Pennetta              | 6–3, 6–4              |

### 2012
| Torneo                             | Campeonas           | Finalistas          | Marcador           | Parejas Campeonas                        | Finalistas                         | Marcador              |
| ---------------------------------- | ------------------- | ------------------- | ------------------ | ---------------------------------------- | ---------------------------------- | --------------------- |
| Doha Individuales – Dobles         | Victoria Azarenka   | Samantha Stosur     | 6–1, 6–2           | Liezel Huber Lisa Raymond                | Raquel Kops-Jones Abigail Spears   | 6–3, 6–1              |
| Indian Wells Individuales – Dobles | Victoria Azarenka   | María Sharápova     | 6–2, 6–3           | Liezel Huber Lisa Raymond                | Sania Mirza Elena Vesnina          | 6–2, 6–3              |
| Miami Individuales – Dobles        | Agnieszka Radwańska | María Sharápova     | 7–5, 6–4           | Maria Kirilenko Nadia Petrova            | Sara Errani Roberta Vinci          | 7–6(7–0), 4–6, [10–4] |
| Madrid Individuales – Dobles       | Serena Williams     | Victoria Azarenka   | 6–1, 6–3           | Sara Errani Roberta Vinci                | Ekaterina Makarova Elena Vesnina   | 6–1, 3–6, [10–4]      |
| Roma Individuales – Dobles         | María Sharápova     | Li Na               | 4–6, 6–4, 7–6(7–5) | Sara Errani Roberta Vinci                | Ekaterina Makarova Elena Vesnina   | 6–2, 7–5              |
| Montreal Individuales – Dobles     | Petra Kvitová       | Li Na               | 7–5, 2–6, 6–3      | Klaudia Jans-Ignacik Kristina Mladenovic | Nadia Petrova Katarina Srebotnik   | 7–5, 2–6, 6–3         |
| Cincinnati Individuales – Dobles   | Li Na               | Angelique Kerber    | 1–6, 6–3, 6–1      | Andrea Hlaváčková Lucie Hradecká         | Katarina Srebotnik Zheng Jie       | 6–1, 6–3              |
| Tokio Individuales – Dobles        | Nadia Petrova       | Agnieszka Radwańska | 6–0, 1–6, 6–3      | Raquel Kops-Jones Abigail Spears         | Anna-Lena Grönefeld Květa Peschke  | 6–1, 6–4              |
| Pekín Individuales – Dobles        | Victoria Azarenka   | María Sharápova     | 6–3, 6–1           | Ekaterina Makarova*                      | Nuria Llagostera Vives Sania Mirza | 7–5, 7–5              |
| Pekín Individuales – Dobles        | Victoria Azarenka   | María Sharápova     | 6–3, 6–1           | Elena Vesnina                            | Nuria Llagostera Vives Sania Mirza | 7–5, 7–5              |

### 2013
| Torneo                             | Campeonas         | Finalistas         | Marcador           | Parejas Campeonas                       | Finalistas                            | Marcador          |
| ---------------------------------- | ----------------- | ------------------ | ------------------ | --------------------------------------- | ------------------------------------- | ----------------- |
| Doha Individuales – Dobles         | Victoria Azarenka | Serena Williams    | 7–6(8–6), 2–6, 6–3 | Sara Errani Roberta Vinci               | Nadia Petrova Katarina Srebotnik      | 2–6, 6–3, [10–6]  |
| Indian Wells Individuales – Dobles | María Sharápova   | Caroline Wozniacki | 6–2, 6–2           | Ekaterina Makarova Elena Vesnina        | Nadia Petrova Katarina Srebotnik      | 6–0, 5–7, [10–6]  |
| Miami Individuales – Dobles        | Serena Williams   | María Sharápova    | 4–6, 6–3, 6–0      | Nadia Petrova Katarina Srebotnik        | Lisa Raymond Laura Robson             | 6–1, 7–6(7–2)     |
| Madrid Individuales – Dobles       | Serena Williams   | María Sharápova    | 6–1, 6–4           | Anastasia Pavlyuchenkova Lucie Šafářová | Cara Black Marina Erakovic            | 6–2, 6–4          |
| Roma Individuales – Dobles         | Serena Williams   | Victoria Azarenka  | 6–1, 6–3           | Hsieh Su-wei Peng Shuai                 | Sara Errani Roberta Vinci             | 4–6, 6–3, [10–8]  |
| Toronto Individuales – Dobles      | Serena Williams   | Sorana Cîrstea     | 6–2, 6–0           | Jelena Janković*                        | Anna-Lena Grönefeld Květa Peschke     | 5–7, 6–2, [10–6]  |
| Toronto Individuales – Dobles      | Serena Williams   | Sorana Cîrstea     | 6–2, 6–0           | Katarina Srebotnik                      | Anna-Lena Grönefeld Květa Peschke     | 5–7, 6–2, [10–6]  |
| Cincinnati Individuales – Dobles   | Victoria Azarenka | Serena Williams    | 2–6, 6–2, 7–6(8–6) | Hsieh Su-wei Peng Shuai                 | Anna-Lena Grönefeld Květa Peschke     | 2–6, 6–3, [12–10] |
| Tokio Individuales – Dobles        | Petra Kvitová     | Angelique Kerber   | 6–2, 0–6, 6–3      | Cara Black Sania Mirza                  | Chan Hao-ching Liezel Huber           | 4–6, 6–0, [11–9]  |
| Pekín Individuales – Dobles        | Serena Williams   | Jelena Janković    | 6–2, 6–2           | Cara Black Sania Mirza                  | Vera Dushevina Arantxa Parra Santonja | 6–2, 6–2          |

### 2014
| Torneo                             | Campeonas           | Finalistas          | Marcador      | Parejas Campeonas                | Finalistas                            | Marcador          |
| ---------------------------------- | ------------------- | ------------------- | ------------- | -------------------------------- | ------------------------------------- | ----------------- |
| Doha Individuales – Dobles         | Simona Halep        | Angelique Kerber    | 6–2, 6–3      | Hsieh Su-wei Peng Shuai          | Květa Peschke Katarina Srebotnik      | 6–4, 6–0          |
| Indian Wells Individuales – Dobles | Flavia Pennetta     | Agnieszka Radwańska | 6–2, 6–1      | Hsieh Su-wei Peng Shuai          | Cara Black Sania Mirza                | 7–6(7–5), 6–2     |
| Miami Individuales – Dobles        | Serena Williams     | Li Na               | 7–5, 6–1      | Martina Hingis                   | Ekaterina Makarova Elena Vesnina      | 4–6, 6–4, [10–5]  |
| Miami Individuales – Dobles        | Serena Williams     | Li Na               | 7–5, 6–1      | Sabine Lisicki*                  | Ekaterina Makarova Elena Vesnina      | 4–6, 6–4, [10–5]  |
| Madrid Individuales – Dobles       | María Sharápova     | Simona Halep        | 1–6, 6–2, 6–3 | Sara Errani Roberta Vinci        | Garbiñe Muguruza Carla Suárez Navarro | 6–4, 6–4          |
| Roma Individuales – Dobles         | Serena Williams     | Sara Errani         | 6–3, 6–0      | Květa Peschke Katarina Srebotnik | Sara Errani Roberta Vinci             | 4–0, ret.         |
| Montreal Individuales – Dobles     | Agnieszka Radwańska | Venus Williams      | 6–4, 6–2      | Sara Errani Roberta Vinci        | Cara Black Sania Mirza                | 7–6(7–4), 6–3     |
| Cincinnati Individuales – Dobles   | Serena Williams     | Ana Ivanovic        | 6–4, 6–1      | Raquel Kops-Jones Abigail Spears | Tímea Babos Kristina Mladenovic       | 6–1, 2–0, ret.    |
| Wuhan Individuales – Dobles        | Petra Kvitová       | Eugenie Bouchard    | 6–3, 6–4      | Martina Hingis Flavia Pennetta   | Cara Black Caroline García            | 6–4, 5–7, [12–10] |
| Pekín Individuales – Dobles        | María Sharápova     | Petra Kvitová       | 6–4, 2–6, 6–3 | Andrea Hlaváčková Peng Shuai     | Cara Black Sania Mirza                | 6–4, 6–4          |

### 2015
| Torneo                             | Campeonas        | Finalistas           | Marcador                      | Parejas Campeonas               | Finalistas                            | Marcador               |
| ---------------------------------- | ---------------- | -------------------- | ----------------------------- | ------------------------------- | ------------------------------------- | ---------------------- |
| Dubái Individuales – Dobles        | Simona Halep     | Karolína Plíšková    | 6–4, 7–6(7–4)                 | Tímea Babos*                    | Garbiñe Muguruza Carla Suárez Navarro | 6–3, 6–2               |
| Dubái Individuales – Dobles        | Simona Halep     | Karolína Plíšková    | 6–4, 7–6(7–4)                 | Kristina Mladenovic             | Garbiñe Muguruza Carla Suárez Navarro | 6–3, 6–2               |
| Indian Wells Individuales – Dobles | Simona Halep     | Jelena Janković      | 2–6, 7–5, 6–4                 | Martina Hingis Sania Mirza      | Ekaterina Makarova Elena Vesnina      | 6–3, 6–4               |
| Miami Individuales – Dobles        | Serena Williams  | Carla Suárez Navarro | 6–2, 6–0                      | Martina Hingis Sania Mirza      | Ekaterina Makarova Elena Vesnina      | 7–5, 6–1               |
| Madrid Individuales – Dobles       | Petra Kvitová    | Svetlana Kuznetsova  | 6–1, 6–2                      | Casey Dellacqua*                | Garbiñe Muguruza Carla Suárez Navarro | 6–3, 6–7(4–7), [10–5]  |
| Madrid Individuales – Dobles       | Petra Kvitová    | Svetlana Kuznetsova  | 6–1, 6–2                      | Yaroslava Shvedova              | Garbiñe Muguruza Carla Suárez Navarro | 6–3, 6–7(4–7), [10–5]  |
| Roma Individuales – Dobles         | María Sharápova  | Carla Suárez Navarro | 7–6, 7–5, 6–1                 | Tímea Babos Kristina Mladenovic | Martina Hingis Sania Mirza            | 6–4, 6–3               |
| Toronto Individuales – Dobles      | Belinda Bencic   | Simona Halep         | 7–6(7–5), 6–7(4–7), 3–0, ret. | Bethanie Mattek-Sands*          | Caroline García Katarina Srebotnik    | 6–1, 6–2               |
| Toronto Individuales – Dobles      | Belinda Bencic   | Simona Halep         | 7–6(7–5), 6–7(4–7), 3–0, ret. | Lucie Šafářová                  | Caroline García Katarina Srebotnik    | 6–1, 6–2               |
| Cincinnati Individuales – Dobles   | Serena Williams  | Simona Halep         | 6–3, 7–6(7–5)                 | Chan Hao-ching*                 | Casey Dellacqua Yaroslava Shvedova    | 7–5, 6–4               |
| Cincinnati Individuales – Dobles   | Serena Williams  | Simona Halep         | 6–3, 7–6(7–5)                 | Chan Latisha                    | Casey Dellacqua Yaroslava Shvedova    | 7–5, 6–4               |
| Wuhan Individuales – Dobles        | Venus Williams   | Garbiñe Muguruza     | 6–3, 3–0, ret.                | Martina Hingis Sania Mirza      | Irina-Camelia Begu Monica Niculescu   | 6–2, 6–3               |
| Pekín Individuales – Dobles        | Garbiñe Muguruza | Timea Bacsinszky     | 7–5, 6–4                      | Martina Hingis Sania Mirza      | Chan Hao-ching Chan Latisha           | 6–7(9–11), 6–1, [10–8] |

### 2016
| Torneo                             | Campeonas            | Finalistas          | Marcador      | Parejas Campeonas                    | Finalistas                          | Marcador              |
| ---------------------------------- | -------------------- | ------------------- | ------------- | ------------------------------------ | ----------------------------------- | --------------------- |
| Doha Individuales – Dobles         | Carla Suárez Navarro | Jeļena Ostapenko    | 1–6, 6–4, 6–4 | Chan Hao-ching Chan Latisha          | Sara Errani Carla Suárez Navarro    | 6–3, 6–3              |
| Indian Wells Individuales – Dobles | Victoria Azarenka    | Serena Williams     | 6–4, 6–4      | Bethanie Mattek-Sands                | Julia Görges Karolína Plíšková      | 4–6, 6–4, [10–6]      |
| Indian Wells Individuales – Dobles | Victoria Azarenka    | Serena Williams     | 6–4, 6–4      | Coco Vandeweghe*                     | Julia Görges Karolína Plíšková      | 4–6, 6–4, [10–6]      |
| Miami Individuales – Dobles        | Victoria Azarenka    | Svetlana Kuznetsova | 6–3, 6–2      | Bethanie Mattek-Sands Lucie Šafářová | Tímea Babos Yaroslava Shvedova      | 6–3, 6–4              |
| Madrid Individuales – Dobles       | Simona Halep         | Dominika Cibulková  | 6–4, 6–2      | Caroline Garcia*                     | Martina Hingis Sania Mirza          | 6–4, 6–4              |
| Madrid Individuales – Dobles       | Simona Halep         | Dominika Cibulková  | 6–4, 6–2      | Kristina Mladenovic                  | Martina Hingis Sania Mirza          | 6–4, 6–4              |
| Roma Individuales – Dobles         | Serena Williams      | Madison Keys        | 7–6(7–5), 6–3 | Martina Hingis Sania Mirza           | Ekaterina Makarova Elena Vesnina    | 6–1, 6–7(5–7), [10–3] |
| Montreal Individuales – Dobles     | Simona Halep         | Madison Keys        | 7–6(7–2), 6–3 | Ekaterina Makarova Elena Vesnina     | Simona Halep Monica Niculescu       | 6–3, 7–6(7–5)         |
| Cincinnati Individuales – Dobles   | Karolína Plíšková    | Angelique Kerber    | 6–3, 6–1      | Sania Mirza Barbora Strýcová         | Martina Hingis CoCo Vandeweghe      | 7–5, 6–4              |
| Wuhan Individuales – Dobles        | Petra Kvitová        | Dominika Cibulková  | 6–1, 6–1      | Bethanie Mattek-Sands Lucie Šafářová | Sania Mirza Barbora Strýcová        | 6–1, 6–4              |
| Pekín Individuales – Dobles        | Agnieszka Radwańska  | Johanna Konta       | 6–4, 6–2      | Bethanie Mattek-Sands Lucie Šafářová | Caroline García Kristina Mladenovic | 6–4, 6–4              |

### 2017
| Torneo                             | Campeonas        | Finalistas          | Marcador                | Parejas Campeonas                | Finalistas                        | Marcador              |
| ---------------------------------- | ---------------- | ------------------- | ----------------------- | -------------------------------- | --------------------------------- | --------------------- |
| Dubái Individuales – Dobles        | Elina Svitolina  | Caroline Wozniacki  | 6–4, 6–2                | Ekaterina Makarova Elena Vesnina | Andrea Hlaváčková Peng Shuai      | 6–2, 4–6, [10–7]      |
| Indian Wells Individuales – Dobles | Elena Vesnina    | Svetlana Kuznetsova | 6–7(6–8), 7–5, 6–4      | Latisha Chan Martina Hingis      | Lucie Hradecká Kateřina Siniaková | 7–6(7–4), 6–2         |
| Miami Individuales – Dobles        | Johanna Konta    | Caroline Wozniacki  | 6–4, 6–3                | Gabriela Dabrowski Xu Yifan      | Sania Mirza Barbora Strýcová      | 6–4, 6–3              |
| Madrid Individuales – Dobles       | Simona Halep     | Kristina Mladenovic | 7–5, 6–7(5–7), 6–2      | Latisha Chan Martina Hingis      | Tímea Babos Andrea Hlaváčková     | 6–4, 6–3              |
| Roma Individuales – Dobles         | Elina Svitolina  | Simona Halep        | 4–6, 7–5, 6–1           | Latisha Chan Martina Hingis      | Ekaterina Makarova Elena Vesnina  | 7–5, 7–6(7–4)         |
| Toronto Individuales – Dobles      | Elina Svitolina  | Caroline Wozniacki  | 6–4, 6–0                | Ekaterina Makarova Elena Vesnina | Anna-Lena Grönefeld Květa Peschke | 6–0, 6–4              |
| Cincinnati Individuales – Dobles   | Garbiñe Muguruza | Simona Halep        | 6–1, 6–0                | Latisha Chan Martina Hingis      | Hsieh Su-wei Monica Niculescu     | 4–6, 6–4, [10–7]      |
| Wuhan Individuales – Dobles        | Caroline García  | Ashleigh Barty      | 6–7(3–7), 7–6(7–4), 6–2 | Latisha Chan Martina Hingis      | Shuko Aoyama Yang Zhaoxuan        | 7–6(7–5), 3–6, [10–4] |
| Pekín Individuales – Dobles        | Caroline García  | Simona Halep        | 6–4, 7–6(7–3)           | Latisha Chan Martina Hingis      | Tímea Babos Andrea Hlaváčková     | 6–1, 6–4              |

### 2018
| Torneo                             | Campeonas          | Finalistas           | Marcador           | Parejas Campeonas                  | Finalistas                                 | Marcador         |
| ---------------------------------- | ------------------ | -------------------- | ------------------ | ---------------------------------- | ------------------------------------------ | ---------------- |
| Doha Individuales – Dobles         | Petra Kvitová      | Garbiñe Muguruza     | 3–6, 6–3, 6–4      | Gabriela Dabrowski                 | Andreja Klepač María José Martínez Sánchez | 6–3, 6–3         |
| Doha Individuales – Dobles         | Petra Kvitová      | Garbiñe Muguruza     | 3–6, 6–3, 6–4      | Jeļena Ostapenko*                  | Andreja Klepač María José Martínez Sánchez | 6–3, 6–3         |
| Indian Wells Individuales – Dobles | Naomi Osaka        | Daria Kasatkina      | 6–3, 6–2           | Hsieh Su-wei Barbora Strýcová      | Ekaterina Makarova Elena Vesnina           | 6–4, 6–4         |
| Miami Individuales – Dobles        | Sloane Stephens    | Jeļena Ostapenko     | 7–6(7–5), 6–1      | Ashleigh Barty*                    | Barbora Krejčíková Kateřina Siniaková      | 6–2, 6–1         |
| Miami Individuales – Dobles        | Sloane Stephens    | Jeļena Ostapenko     | 7–6(7–5), 6–1      | Coco Vandeweghe                    | Barbora Krejčíková Kateřina Siniaková      | 6–2, 6–1         |
| Madrid Individuales – Dobles       | Petra Kvitová      | Kiki Bertens         | 7–6(8–6), 4–6, 6–3 | Ekaterina Makarova Elena Vesnina   | Tímea Babos Kristina Mladenovic            | 2–6, 6–4, [10–8] |
| Roma Individuales – Dobles         | Elina Svitolina    | Simona Halep         | 6–0, 6–4           | Ashleigh Barty                     | Andrea Hlaváčková Barbora Strýcová         | 6–3, 6–4         |
| Roma Individuales – Dobles         | Elina Svitolina    | Simona Halep         | 6–0, 6–4           | Demi Schuurs*                      | Andrea Hlaváčková Barbora Strýcová         | 6–3, 6–4         |
| Montreal Individuales – Dobles     | Simona Halep       | Sloane Stephens      | 7–6(8–6), 3–6, 6–4 | Ashleigh Barty Demi Schuurs        | Latisha Chan Ekaterina Makarova            | 4–6, 6–3, [10–8] |
| Cincinnati Individuales – Dobles   | Kiki Bertens       | Simona Halep         | 2–6, 7–6(8–6), 6–2 | Lucie Hradecká Ekaterina Makarova  | Elise Mertens Demi Schuurs                 | 6–2, 7–5         |
| Wuhan Individuales – Dobles        | Aryna Sabalenka    | Anett Kontaveit      | 6–3, 6–3           | Elise Mertens*                     | Andrea Hlaváčková Barbora Strýcová         | 6–3, 6–3         |
| Wuhan Individuales – Dobles        | Aryna Sabalenka    | Anett Kontaveit      | 6–3, 6–3           | Demi Schuurs                       | Andrea Hlaváčková Barbora Strýcová         | 6–3, 6–3         |
| Pekín Individuales – Dobles        | Caroline Wozniacki | Anastasija Sevastova | 6–3, 6–3           | Andrea Hlaváčková Barbora Strýcová | Gabriela Dabrowski Xu Yifan                | 4–6, 6–4, [10–8] |

### 2019
| Torneo                             | Campeonas         | Finalistas          | Marcador      | Parejas Campeonas                     | Finalistas                            | Marcador              |
| ---------------------------------- | ----------------- | ------------------- | ------------- | ------------------------------------- | ------------------------------------- | --------------------- |
| Dubái Individuales – Dobles        | Belinda Bencic    | Petra Kvitová       | 6–3, 1–6, 6–2 | Hsieh Su-wei Barbora Strýcová         | Lucie Hradecká Ekaterina Makarova     | 6–4, 6–4              |
| Indian Wells Individuales – Dobles | Bianca Andreescu  | Angelique Kerber    | 6–4, 3–6, 6–4 | Elise Mertens                         | Barbora Krejčíková Kateřina Siniaková | 6–3, 6–2              |
| Indian Wells Individuales – Dobles | Bianca Andreescu  | Angelique Kerber    | 6–4, 3–6, 6–4 | Aryna Sabalenka*                      | Barbora Krejčíková Kateřina Siniaková | 6–3, 6–2              |
| Miami Individuales – Dobles        | Ashleigh Barty    | Karolína Plíšková   | 7–6(7–1), 6–3 | Elise Mertens Aryna Sabalenka         | Samantha Stosur Zhang Shuai           | 7–6(7–5), 6–2         |
| Madrid Individuales – Dobles       | Kiki Bertens      | Simona Halep        | 6–4, 6–4      | Hsieh Su-wei Barbora Strýcová         | Gabriela Dabrowski Xu Yifan           | 6–3, 6–1              |
| Roma Individuales – Dobles         | Karolína Plíšková | Johanna Konta       | 6–3, 6–4      | Victoria Azarenka Ashleigh Barty      | Anna-Lena Grönefeld Demi Schuurs      | 4–6, 6–0, [10–3]      |
| Toronto Individuales – Dobles      | Bianca Andreescu  | Serena Williams     | 3–1, ret.     | Barbora Krejčíková Kateřina Siniaková | Anna-Lena Grönefeld Demi Schuurs      | 7–5, 6–0              |
| Cincinnati Individuales – Dobles   | Madison Keys      | Svetlana Kuznetsova | 7–5, 7–6(7–5) | Lucie Hradecká                        | Anna-Lena Grönefeld Demi Schuurs      | 6–4, 6–1              |
| Cincinnati Individuales – Dobles   | Madison Keys      | Svetlana Kuznetsova | 7–5, 7–6(7–5) | Andreja Klepač*                       | Anna-Lena Grönefeld Demi Schuurs      | 6–4, 6–1              |
| Wuhan Individuales – Dobles        | Aryna Sabalenka   | Alison Riske        | 6–3, 3–6, 6–1 | Duan Yingying Veronika Kudermetova    | Elise Mertens Aryna Sabalenka         | 7–6(7–3), 6–2         |
| Pekín Individuales – Dobles        | Naomi Osaka       | Ashleigh Barty      | 3–6, 6–3, 6–2 | Sofia Kenin*                          | Jeļena Ostapenko Dayana Yastremska    | 6–3, 6–7(5–7), [10–7] |
| Pekín Individuales – Dobles        | Naomi Osaka       | Ashleigh Barty      | 3–6, 6–3, 6–2 | Bethanie Mattek-Sands                 | Jeļena Ostapenko Dayana Yastremska    | 6–3, 6–7(5–7), [10–7] |

### 2020
| Torneo                           | Campeonas                                                                | Finalistas                                                               | Marcador                                                                 | Parejas Campeonas                                                        | Finalistas                                                               | Marcador                                                                 |
| -------------------------------- | ------------------------------------------------------------------------ | ------------------------------------------------------------------------ | ------------------------------------------------------------------------ | ------------------------------------------------------------------------ | ------------------------------------------------------------------------ | ------------------------------------------------------------------------ |
| Indian Wells                     | Torneos cancelados a causa de la emergencia de la pandemia del COVID-19. | Torneos cancelados a causa de la emergencia de la pandemia del COVID-19. | Torneos cancelados a causa de la emergencia de la pandemia del COVID-19. | Torneos cancelados a causa de la emergencia de la pandemia del COVID-19. | Torneos cancelados a causa de la emergencia de la pandemia del COVID-19. | Torneos cancelados a causa de la emergencia de la pandemia del COVID-19. |
| Miami                            | Torneos cancelados a causa de la emergencia de la pandemia del COVID-19. | Torneos cancelados a causa de la emergencia de la pandemia del COVID-19. | Torneos cancelados a causa de la emergencia de la pandemia del COVID-19. | Torneos cancelados a causa de la emergencia de la pandemia del COVID-19. | Torneos cancelados a causa de la emergencia de la pandemia del COVID-19. | Torneos cancelados a causa de la emergencia de la pandemia del COVID-19. |
| Madrid                           | Torneos cancelados a causa de la emergencia de la pandemia del COVID-19. | Torneos cancelados a causa de la emergencia de la pandemia del COVID-19. | Torneos cancelados a causa de la emergencia de la pandemia del COVID-19. | Torneos cancelados a causa de la emergencia de la pandemia del COVID-19. | Torneos cancelados a causa de la emergencia de la pandemia del COVID-19. | Torneos cancelados a causa de la emergencia de la pandemia del COVID-19. |
| Canada                           | Torneos cancelados a causa de la emergencia de la pandemia del COVID-19. | Torneos cancelados a causa de la emergencia de la pandemia del COVID-19. | Torneos cancelados a causa de la emergencia de la pandemia del COVID-19. | Torneos cancelados a causa de la emergencia de la pandemia del COVID-19. | Torneos cancelados a causa de la emergencia de la pandemia del COVID-19. | Torneos cancelados a causa de la emergencia de la pandemia del COVID-19. |
| Wuhan                            | Torneos cancelados a causa de la emergencia de la pandemia del COVID-19. | Torneos cancelados a causa de la emergencia de la pandemia del COVID-19. | Torneos cancelados a causa de la emergencia de la pandemia del COVID-19. | Torneos cancelados a causa de la emergencia de la pandemia del COVID-19. | Torneos cancelados a causa de la emergencia de la pandemia del COVID-19. | Torneos cancelados a causa de la emergencia de la pandemia del COVID-19. |
| Pekín                            | Torneos cancelados a causa de la emergencia de la pandemia del COVID-19. | Torneos cancelados a causa de la emergencia de la pandemia del COVID-19. | Torneos cancelados a causa de la emergencia de la pandemia del COVID-19. | Torneos cancelados a causa de la emergencia de la pandemia del COVID-19. | Torneos cancelados a causa de la emergencia de la pandemia del COVID-19. | Torneos cancelados a causa de la emergencia de la pandemia del COVID-19. |
| Doha Individuales – Dobles       | Aryna Sabalenka                                                          | Petra Kvitová                                                            | 6–3, 6–3                                                                 | Hsieh Su-wei Barbora Strýcová                                            | Gabriela Dabrowski Jeļena Ostapenko                                      | 6–2, 5–7, [10–2]                                                         |
| Cincinnati Individuales – Dobles | Victoria Azarenka                                                        | Naomi Osaka                                                              | W/O                                                                      | Květa Peschke Demi Schuurs                                               | Nicole Melichar Xu Yifan                                                 | 6–1, 4–6, [10–4]                                                         |
| Roma Individuales – Dobles       | Simona Halep                                                             | Karolína Plíšková                                                        | 6–0, 2–1, ret.                                                           | Hsieh Su-wei Barbora Strýcová                                            | Anna-Lena Friedsam Raluca Olaru                                          | 6–2, 6–2                                                                 |

## Records
- Jugadoras activas en negrita.

### Líderes en títulos
| No. | Títulos                 |
| --- | ----------------------- |
| 23  | Serena Williams         |
| 17  | Martina Hingis          |
| 15  | Steffi Graf             |
| 14  | María Sharápova         |
| 11  | Lindsay Davenport       |
| 10  | Justine Henin           |
| 10  | Victoria Azarenka       |
| 10  | Iga Świątek             |
| 9   | Conchita Martínez       |
| 9   | Monica Seles            |
| 9   | Venus Williams          |
| 9   | Simona Halep            |
| 9   | Petra Kvitová           |
| 9   | Aryna Sabalenka         |
| 7   | Kim Clijsters           |
| 6   | Arantxa Sánchez Vicario |
| 6   | Amélie Mauresmo         |
| 6   | Jelena Janković         |
| 6   | Caroline Wozniacki      |
| 5   | Gabriela Sabatini       |
| 5   | Mary Pierce             |
| 5   | Dinara Safina           |
| 5   | Agnieszka Radwańska     |

| No. | Títulos                 |
| --- | ----------------------- |
| 26  | Martina Hingis          |
| 24  | Lisa Raymond            |
| 23  | Natasha Zvereva         |
| 19  | Rennae Stubbs           |
| 17  | Cara Black              |
| 16  | Arantxa Sánchez Vicario |
| 14  | Jana Novotná            |
| 14  | Liezel Huber            |
| 13  | Hsieh Su-wei            |
| 11  | Virginia Ruano Pascual  |

### Doble corona
- Logro por conseguir ganar un torneo WTA 1000 en individuales y dobles en el mismo año.

| N.º | Jugadora                | Evento                                                        |
| --- | ----------------------- | ------------------------------------------------------------- |
| 4   | Martina Hingis          | Charleston (1997), Tokio (2000), Canadá (2000), Zúrich (2000) |
| 3   | Martina Navratilova     | Chicago (1990), Charleston (1990), Tokio (1993)               |
| 3   | Arantxa Sánchez Vicario | Miami (1992), Canadá (1994), Charleston (1996)                |
| 3   | Lindsay Davenport       | Indian Wells (1997, 2000), Zúrich (2001)                      |
| 1   | Monica Seles            | Roma (1990)                                                   |
| 1   | Mary Pierce             | Moscú (1998)                                                  |
| 1   | Conchita Martínez       | Berlín (2000)                                                 |
| 1   | Anastasia Myskina       | Moscú (2004)                                                  |
| 1   | Vera Zvonareva          | Indian Wells (2009)                                           |
| 1   | Jasmine Paolini         | Roma (2025)                                                   |

## Campeonas

### 2021-actualidad
|      | Doha      | Dubái      | Indian Wells | Miami     | Madrid    | Roma     | Canadá | Cincinnati | Pekín   | Wuhan     | Guadalajara |
| ---- | --------- | ---------- | ------------ | --------- | --------- | -------- | ------ | ---------- | ------- | --------- | ----------- |
| 2021 | x         | Muguruza   | Badosa       | Barty     | Sabalenka | Swiatek  | Giorgi | Barty      | x       | x         | x           |
| 2022 | Swiatek   | x          | Swiatek      | Swiatek   | Jabeur    | Swiatek  | Halep  | Garcia     | x       | x         | Pegula      |
| 2023 | x         | Krejčíková | Rybakina     | Kvitová   | Sabalenka | Rybakina | Pegula | Gauff      | Swiatek | x         | Sákkari     |
| 2024 | Swiatek   | Paolini    | Swiatek      | Collins   | Swiatek   | Swiatek  | Pegula | Sabalenka  | Gauff   | Sabalenka | x           |
| 2025 | Anisimova | Andreeva   | Andreeva     | Sabalenka | Sabalenka | Paolini  | Mboko  |            |         |           | x           |

### 2010-2020
|      | Miami      | Roma             | Canadá     | Tokio     | Indian Wells | Doha           | Dubái      | Madrid     | Cincinnati | Pekín      | Wuhan      |
| ---- | ---------- | ---------------- | ---------- | --------- | ------------ | -------------- | ---------- | ---------- | ---------- | ---------- | ---------- |
| 2010 | Clijsters  | Martínez Sánchez | Wozniacki  | Wozniacki | Janković     | x              | V.Williams | Rezaï      | Clijsters  | Wozniacki  | x          |
| 2011 | Azarenka   | Sharápova        | S.Williams | Radwańska | Wozniacki    | x              | Wozniacki  | Kvitová    | Sharápova  | Radwańska  | x          |
| 2012 | Radwańska  | Sharápova        | Kvitová    | Petrova   | Azarenka     | Azarenka       | x          | S.Williams | Na         | Azarenka   | x          |
| 2013 | S.Williams | S.Williams       | S.Williams | Kvitová   | Sharápova    | Azarenka       | x          | S.Williams | Azarenka   | S.Williams | x          |
| 2014 | S.Williams | S.Williams       | Radwańska  | x         | Pennetta     | Halep          | x          | Sharápova  | S.Williams | Sharápova  | Kvitová    |
| 2015 | S.Williams | Sharápova        | Bencic     | x         | Halep        | x              | Halep      | Kvitová    | S.Williams | Muguruza   | V.Williams |
| 2016 | Azarenka   | S.Williams       | Halep      | x         | Azarenka     | Suárez Navarro | x          | Halep      | Plíšková   | Radwańska  | Kvitová    |
| 2017 | Konta      | Svitolina        | Svitolina  | x         | Vesnina      | x              | Svitolina  | Halep      | Muguruza   | García     | García     |
| 2018 | Stephens   | Svitolina        | Halep      | x         | Osaka        | Kvitová        | x          | Kvitová    | Bertens    | Wozniacki  | Sabalenka  |
| 2019 | Barty      | Plíšková         | Andreescu  | x         | Andreescu    | x              | Bencic     | Bertens    | Keys       | Osaka      | Sabalenka  |
| 2020 | x          | Halep            | x          | x         | x            | Sabalenka      | x          | x          | Azarenka   | x          | x          |

### 2000-2009
|      | Miami      | Hilton Head | Roma       | Berlín   | Canadá     | Tokio      | Zúrich    | Moscú       | Indian Wells | Charleston | San Diego | Doha      | Dubái      | Madrid | Cincinnati | Pekín      |
| ---- | ---------- | ----------- | ---------- | -------- | ---------- | ---------- | --------- | ----------- | ------------ | ---------- | --------- | --------- | ---------- | ------ | ---------- | ---------- |
| 2000 | Hingis     | Pierce      | Seles      | Martínez | Hingis     | Hingis     | Hingis    | Hingis      | Davenport    | x          | x         | x         | x          | x      | x          | x          |
| 2001 | V.Williams | x           | Dokić      | Mauresmo | S.Williams | Davenport  | Davenport | Dokić       | S.Williams   | Capriati   | x         | x         | x          | x      | x          | x          |
| 2002 | S.Williams | x           | S.Williams | Henin    | Mauresmo   | Hingis     | Schnyder  | Maleeva     | Hantuchová   | Majoli     | x         | x         | x          | x      | x          | x          |
| 2003 | S.Williams | x           | Clijsters  | Henin    | Henin      | Davenport  | Henin     | Myskina     | Clijsters    | Henin      | x         | x         | x          | x      | x          | x          |
| 2004 | S.Williams | x           | Mauresmo   | Mauresmo | Mauresmo   | Davenport  | Molik     | Myskina     | Henin        | V.Williams | Davenport | x         | x          | x      | x          | x          |
| 2005 | Clijsters  | x           | Mauresmo   | Henin    | Clijsters  | Sharápova  | Davenport | Pierce      | Clijsters    | Henin      | Pierce    | x         | x          | x      | x          | x          |
| 2006 | Kuznetsova | x           | Hingis     | Petrova  | Ivanovic   | Dementieva | Sharápova | Chakvetadze | Sharápova    | Petrova    | Sharápova | x         | x          | x      | x          | x          |
| 2007 | S.Williams | x           | Janković   | Ivanovic | Henin      | Hingis     | Henin     | Dementieva  | Hantuchová   | Janković   | Sharápova | x         | x          | x      | x          | x          |
| 2008 | S.Williams | x           | Safina     | Safina   | Safina     | Safina     |           | Safina      | Ivanovic     | S.Williams | x         | Sharápova | x          | x      | x          | x          |
| 2009 | Azarenka   | x           | Safina     | x        | Dementieva | Sharápova  | x         | x           | Zvonareva    | x          | x         | x         | V.Williams | Safina | Janković   | Kuznetsova |

### 1990-1999
|      | Chicago     | Boca Ratón | Miami           | Hilton Head     | Roma     | Berlín          | Canadá          | Tokio       | Zúrich    | Filadelfia | Moscú   | Indian Wells |
| ---- | ----------- | ---------- | --------------- | --------------- | -------- | --------------- | --------------- | ----------- | --------- | ---------- | ------- | ------------ |
| 1990 | Navratilova | x          | Seles           | Navratilova     | Seles    | Seles           | Graf            | x           | x         | x          | x       | x            |
| 1991 | x           | Sabatini   | Seles           | Sabatini        | Sabatini | Graf            | Capriati        | x           | x         | x          | x       | x            |
| 1992 | x           | Graf       | Sánchez Vicario | Sabatini        | Sabatini | Graf            | Sánchez Vicario | x           | x         | x          | x       | x            |
| 1993 | x           | x          | Sánchez Vicario | Graf            | Martínez | Graf            | Graf            | Navratilova | Maleeva   | Martínez   | x       | x            |
| 1994 | x           | x          | Graf            | Martínez        | Martínez | Graf            | Sánchez Vicario | Graf        | Maleeva   | Huber      | x       | x            |
| 1995 | x           | x          | Graf            | Martínez        | Martínez | Sánchez Vicario | Seles           | Date        | Majoli    | Graf       | x       | x            |
| 1996 | x           | x          | Graf            | Sánchez Vicario | Martínez | Graf            | Seles           | Majoli      | Novotná   | x          | x       | Graf         |
| 1997 | x           | x          | Hingis          | Hingis          | Pierce   | Fernández       | Seles           | Hingis      | Davenport | x          | Novotná | Davenport    |
| 1998 | x           | x          | Williams        | Coetzer         | Hingis   | Martínez        | Seles           | Davenport   | Davenport | x          | Pierce  | Hingis       |
| 1999 | x           | x          | Williams        | Hingis          | Williams | Hingis          | Hingis          | Hingis      | Williams  | x          | Tauziat | Williams     |